# Acht Zaligheden (streek)
Acht Zaligheden (oorspronkelijk: (Zeven) Selligheden) is een verzamelnaam voor acht plaatsen met op -sel uitgaande namen uit de Nederlandse provincie Noord-Brabant, gelegen in de Kempen, ten zuidwesten van Eindhoven en bestaande uit de plaatsen: Duizel, Eersel, Hulsel, Knegsel, Netersel, Reusel, Steensel en Wintelre, alias Wintersel. Deze acht plaatsen vormen samen met nog eens acht tussen- en omliggende plaatsen een gelijknamige grensstreek en omvat het gebied van de huidige gemeenten: Bladel, Eersel en Reusel-De Mierden, inclusief het Veldhovense kerkdorp Oerle en zijn omgeving. Het gebied bestond voor de gemeentelijke herindelingen eveneens uit acht zelfstandige gemeenten, ook wel streek der acht zaligheden of oude kern van de Kempen genoemd.
Aangezien de namen van de zaligheden Duizel en Wintelre indirect op -sel eindigen, worden ze taalkundig toch als zaligheden gerekend. Zo werd Duizel van oudsher geschreven als Dui(j)sel en wordt Wintelre in de volksmond, ruim voor het ontstaan van de streeknaam, Wijnter-, Wenter- of Wintersel genoemd. De naam Acht Zaligheden is oorspronkelijk schertsend van aard, is daarnaast een toespeling op de bergrede en werd gedurende de 19e eeuw door de lokale bevolking als een ambivalente geuzennaam aanvaard. Naarmate de opkomst van het toerisme in de 20e eeuw vorderde is hij meer en meer uitgegroeid tot een eretitel voor met name de betreffende dorpen.

## Naamsverklaring
De herkomst van de benaming is niet zeker. De term Acht Zaligheden zou in gebruik zijn geraakt tijdens de Belgische Opstand (1830-1839) en was spottend in gebruik onder manschappen van het in de Kempen ingekwartierde Nederlandse leger. Dat leger, grotendeels afkomstig van boven de rivieren vanwege vrees voor Noord-Brabantse steun aan de Belgische rebellen, was het gros van de tijd in de streek actief voor het handhaven van de opgelegde status quo.

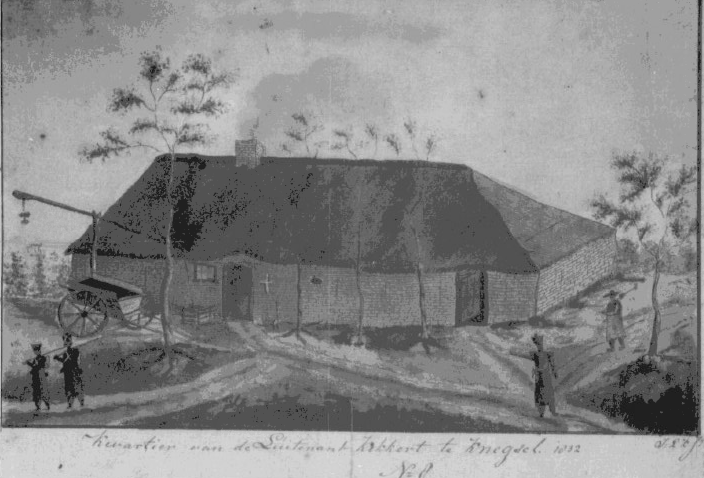
Een aquarel van een Kempense langgevelboerderij te Knegsel, omringd door manschappen van de Noord-Hollandse schutterij en fungerende als kwartier voor haar luitenant J.L. Kikkert, tevens de maker van het werk uit 1832.

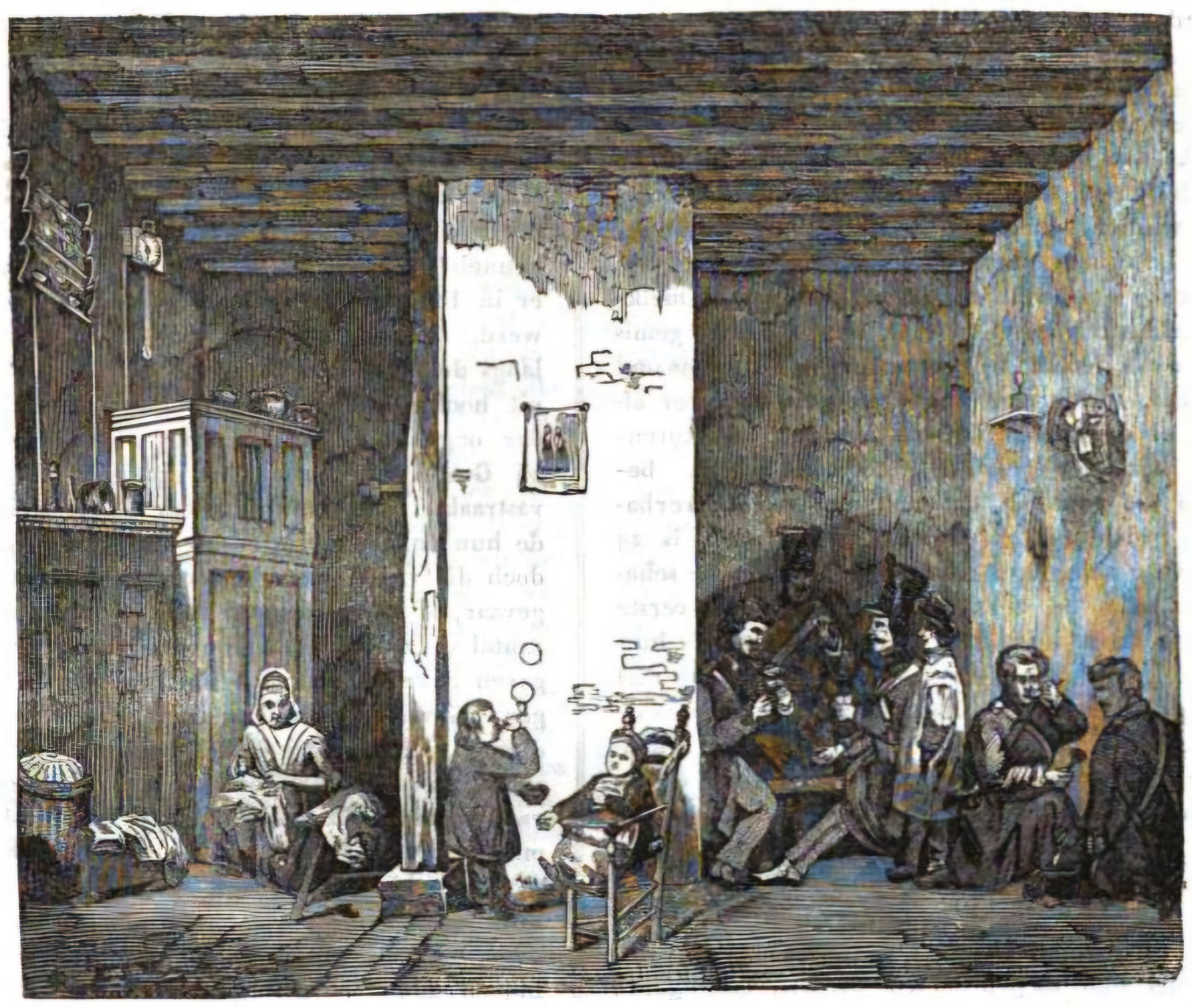
Ingekwartierde Nederlandse militairen worden voorzien van schoon goed en voeding in een boerenwoning te Hoogeloon.

De oudste vermelding van de benaming Acht Zaligheden dateert uit 1841 en is van de hand van C.R. Hermans. Vanaf het begin van de Belgische Opstand in 1830 en tegen de achtergrond van de Tiendaagse Veldtocht (1831) trokken militairen door de Kempen. Zij bestonden naast het reguliere leger onder andere uit dienstplichtigen, mobiele schutterijen, flankeurs, studentencompagnieën en huzaren. Tot 1839 werden zij ingekwartierd bij de lokale boerenbevolking in de grensstreek. De soldaten waren voornamelijk protestants en afkomstig uit meer welvarende streken; vaak waren ze beter geschoold dan de lokale bevolking. De Kempen was een arme regio en werd in de 19e eeuw beschouwd als een achtergebleven en geïsoleerd gebied. De overwegend rooms-katholieke bevolking bestond voornamelijk uit keuterboeren, die een moeizaam bestaan leidden op de schrale zandgronden. De term was volgens deze lezing een spottende verwijzing naar de barre omstandigheden waaronder de soldaten waren gelegerd en tegelijk een sneer naar de lokale bevolking, die zich weinig bewust was van de welvaart in andere landstreken en juist van mening was dat zij een zalig (gelukkig) leven leidde.

### De Selig- of Selligheden-etymologie
Sinds het ontstaan van de naamgeving wordt er gesproken over Selig- of Selligheden als oorspronkelijke benaming voor deze dorpen. De in Duizel geboren archeoloog en onderwijzer P.N. Panken, die de Belgische Opstand zelf meegemaakt had, schrijft over de Selligheden-etymologie in een publicatie van na 1883. Uit zijn publicatie valt op te maken dat de auteur zich tot op latere leeftijd bijzonder gekwetst voelde door de naam. Panken gaat als een van de weinigen dieper in op de oorsprong van de naam. Hij achtte het mogelijk dat de in dit geval sarcastische term Zaligheden een verbastering is van Selig- of Selligheden en dat om die reden de woordspeling voldeed als denigrerende bijnaam voor de streek en in het bijzonder de seldorpen.  De woordspeling valt in de literatuur voor zover bekend voor het eerst terug te vinden in de Nederlandsche Volks-Almanak van het jaar 1857 door  N.B. Donkersloot, waarbij hij de naam Acht Zaligheden in een voetnoot verder toelicht. Hij schrijft dat de naam zijn oorsprong vindt in de woordspeling Selligheden, verwijzend naar de acht seldorpen. Donkersloot had vanaf 1831 als officier van gezondheid deelgenomen aan de Tiendaagse veldtocht en was in Noord-Brabant ingekwartierd geweest. Dat maakt zijn bewering enigszins betrouwbaar.

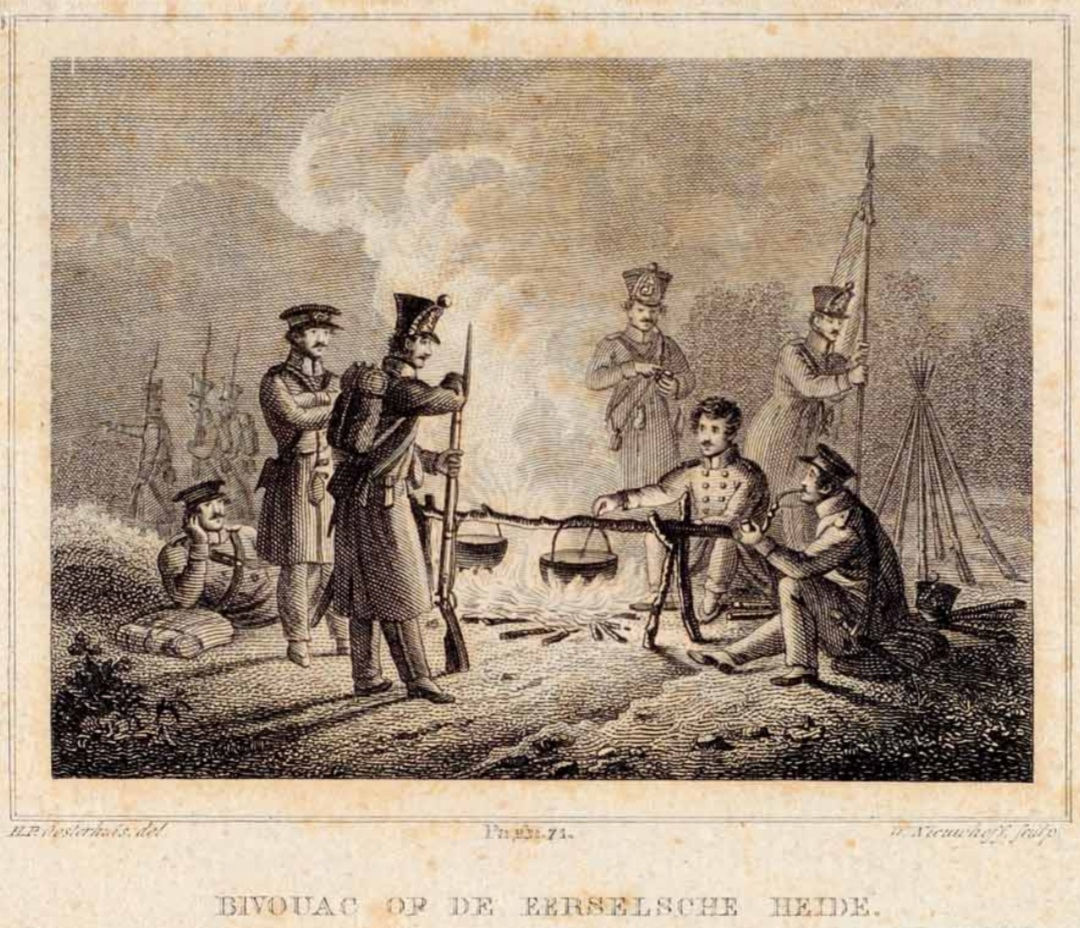
De mogelijke grondleggers van de naam Selligheden, de Vrijwillige Jagers der Leijdsche Hoogeschool, gedurende de opmars van de Tiendaagse Veldtocht, bivakkerend op de Eerselse Heide en verplaatsend richting het Belgische Postel (2 augustus 1831).

Daarentegen wijkt P.D. Chantepie de la Saussaye in 1904 af van Donkersloot's bewering en schrijft over zeven seldorpen, wat feitelijk gezien ook klopt, en noemt specifiek het jaar 1831, vermoedelijk verwijzend naar de Tiendaagse veldtocht, als periode van totstandkoming van de term Zeven Selligheden. In zijn biografie over N. Beets schrijft hij dat naast Beets onder anderen J.J.A Goeverneur en J.H. Hasebroek, welke beiden als student deelgenomen hadden aan de veldtocht van 1831, plannen hadden beraamd voor een zevenzaligheidsalmanak. Dit werd door de theoloog verder toegelicht met de volgende vermelding; Vrijwilligers van 1831 noemden 7 Brabandsche dorpjes of gehuchten wier namen op sel uitgingen de ‘Zevenselligheden’. Het is zeer aannemelijk dat met vrijwilligers bedoeld wordt de Vrijwillige Jagers der Leijdsche Hoogeschool. Deze compagnie vertrok op 13 november 1830 richting België en keerde op 23 september 1831 terug in Leiden. Het is echter niet uitgesloten dat zij ook daadwerkelijk de grondleggers zijn van de denigrerende bijnaam of dat er verwezen wordt naar vrijwilligers van schutterijen, het reguliere Nederlandse leger of andere studentencompagnieën. Ook is niet duidelijk in hoeverre de letterkundigen Goeverneur en Hasebroek hierbij betrokken waren. Een jaar later schrijft W.G Van Nouhuys als kritische reactie op het stuk van Chantepie de la Saussaye in het blad Groot Nederland dat hij in zijn jeugd eveneens vernomen heeft dat het gaat om de Zeven Zaligheden, spreekt daarentegen van het jaar 1830, dat de naam ontstaan is door toedoen van vrijwilligers die daadwerkelijk ingekwartierd waren en spreekt simpelweg van Selligheden.
Meerdere deskundigen zijn van mening dat er in dit geval sprake is van een meertalige woordspeling. Door de eeuwen heen zijn er verschillende West-Germaanse talen waarin selig naar schrijfwijze de voorloper vormt van het naar het Nederlands verbasterde woord zalig, waaronder het Middelnederduits en het Oudfries. Meerdere bronnen leggen de link met de Frankische termen sala en sali, als voorlopers van de uitgang -sel, in het huidige Nederlands verwant aan het woord zaal. De eerste die het mogelijk achtte dat de herkomst hier gezocht moest worden, was F.J.E. van Zinnicq Bergmann in 1856. Ook A.A. Weijnen was in de veronderstelling dat de oplossing in de Frankische hoek gezocht moest worden. Deze taalkundige schrijft in 1939 dat de naam een herinnering is aan de Salische Franken die zich in de 4e eeuw in Toxandrië hadden gevestigd en het gros van de nederzettingen gesticht zouden hebben. Als meertalige woordspeling ligt een louter Kempense oorsprong niet voor de hand, gelet op de taalkundige complexiteit. De Kempense bevolking was taalkundig minder onderlegd, kende nauwelijks tot geen onderwijs en sprak voornamelijk dialect. De toeschrijving aan in het gebied gelegerde of ingekwartierde soldaten ligt meer voor de hand.

### Armzalige zandstreek
C.R. Hermans verwijst in zijn publicaties van 1841 en 1845 nadrukkelijk naar de onvruchtbare en schrale grond. Hermans noemt de Kempense grond een armzalige bodem. De suggestie is dat de term armzaligheden smalend werd omgezet tot Selligheden (Zaligheden). Landbouwkundige W.J.D. van Iterson bevestigt de uitspraak van Hermans deels in zijn publicatie uit 1868 door te schrijven dat de naam ontstaan is als gevolg van de barre heiden gedurende de Belgische Opstand. In 1872 verwijst F.C. Donders naar de connectie tussen de schrale zandgrond en het woord 'armzalig'. Donders had ten tijde van de Belgische Opstand als kostleerling op een kostschool in Duizel doorgebracht en schreef over de naam Acht Zaligheden het volgende: Zo noemt men ironisch de armzaligste heidorpen op de zuidelijke grenzen van Noord-Brabant.

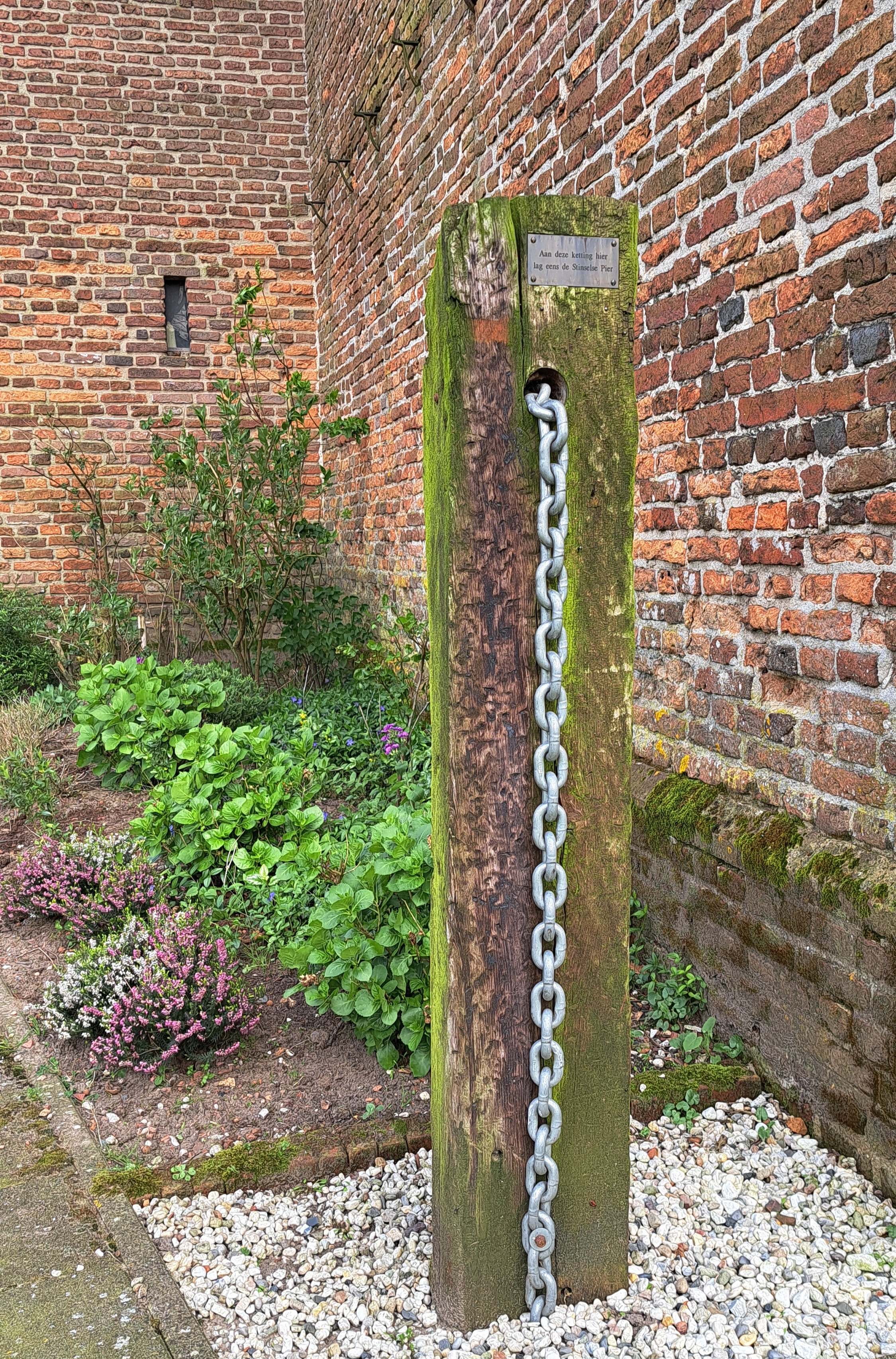
De ketting van Steensel bij de Luciatoren aldaar, een verwijzing naar de legende over een pier die per toeval in de armoedige zandgrond van Steensel terechtkwam en aan een ketting gelegd werd ter bevordering van de vruchtbaarheid van de bodem. Het dorp Steensel werd door de overige streekbewoners bestempeld als de armzaligste van heel de regio, waarna door hen werd aangenomen dat er nog geen pier in deze armoedige zandgrond zou kunnen overleven, met als gevolg dat haar inwoners in de volksmond ook wel pieren genoemd worden.

Volgens P.N. Panken is het hoofdzakelijk aan de vanuit de noordelijke provincies afkomstige soldaten te danken dat de naam Acht Zaligheden in zwang kwam en in heel Nederland bekendheid kreeg. De schrijvende soldaten, veelal bestaande uit min of meer deftige heren uit de grotere (westerse) steden van universitaire komaf, klaagden regelmatig in dagboeken en brieven over de gebrekkige toestanden in de grensstreek die zij aan den lijve ondervonden hadden ten tijde van de Belgische Opstand en spraken spottend over de bevolking van deze kleine, nederige en niet zeer bemiddelde dorpen, zoals toendertijd het zuiden gebruikelijk door het merendeel werd weggeschreven met het nodige chauvinisme en heldenvereringen als gevolg. Ook na terugkomst spraken zij vanuit verschillende windstreken over hun diensttijd in het zuidelijk deel van het uiteengevallen Verenigd Koninkrijk der Nederlanden.
In andere publicaties wordt expliciet de nadruk gelegd op de primitieve omstandigheden in de landstreek, waarbij de bodemstructuur en -kwaliteit als oorzaak voor de armoede wordt gegeven. Zo bleek uit rapporten van de Maatschappij van Welstand uit het jaar 1879 dat de Acht Zaligheden door Hollandse en Gelderse boeren als een weinig aantrekkelijk gebied werd bestempeld om een onderneming te starten. De streek had niet alleen in de agrarische sector een slechte naam. In de Handelingen van de Tweede Kamer der Staten-Generaal uit 1859 vergelijkt L. Van Heiden Reinestein, die van 1830 tot 1831 vrijwilliger bij de Groninger vrijwillige flankeurs was tijdens de Tiendaagse veldtocht, het steppelandschap van het evengoed achtergestelde Drenthe met dat van de Acht Zaligheden. Hij richtte zich hiermee rechtstreeks tot de Noord-Brabantse politicus J.H.H. De Poorter. De provincie Drenthe met haar afgezonderde hoeken wordt geregeld in verband gebracht met de Brabantse Acht Zaligheden omwille van de vegetatie, wat in beide gevallen van grote invloed is geweest op de volkscultuur aldaar, evenals de plaats- en streeknamen die mogelijk verwijzen naar de lokale geologie.

### Toespeling op de Bergrede
De naam Acht Zaligheden zou een toespeling zijn op de Bergrede in het Evangelie volgens Matteüs, waarbij Jezus over de Acht Zaligheden vertelt en waarin het verlangen van de mens naar geluk tot uiting komt. Een fenomeen dat op zichzelf niet ongebruikelijk lijkt. Zo omschreef O.F. Peschel in zijn publicatie van 1874 dat volksgebruiken, die in verband staan met het landschap ter plaatse, van invloed zijn geweest op monotheïstische godsdiensten. In 1876 werd in een uitgave van J.B. Wolters gerefereerd aan deze theorie, waarbij onder andere als mogelijk voorbeeld de Acht Zaligheden werd vermeld.

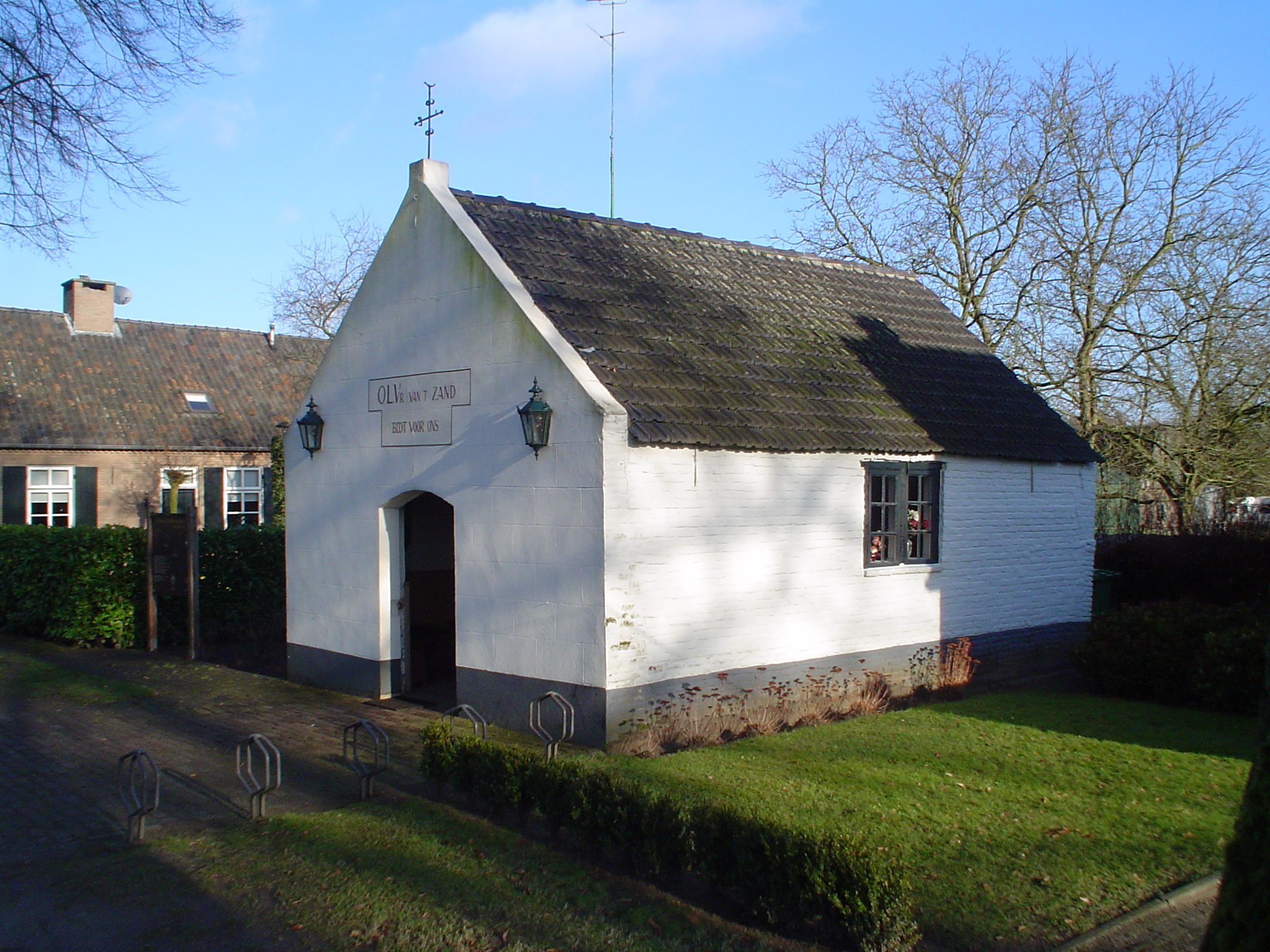
De Onze Lieve Vrouw in 't Zandkapel gelegen aan het karakteristieke marktplein te Zandoerle, vernoemd naar de daar gelegen schrale en onvruchtbare zandgrond en liggend tussen Oerle en Knegsel, met op de voorgevel de tekst: O.L.Vr. van't zand bidt voor ons.

Voor deze theorie pleit dat het begrip 'zaligheid' een bij uitstek rooms-katholieke oorsprong kent en als zodanig vooral door katholieken wordt gebruikt. De ingekwartierde soldaten waren voornamelijk protestants en mogelijk minder bekend met deze term, protestanten spreken eerder van Acht Zaligsprekingen. Het moet gezegd dat onder de vrijwillige soldaten vele taal- en letterkundig onderlegd waren of theologie studeerden. De afwijkende stelling van theoloog P.D. Chantepie de la Saussaye uit 1904, waarbij de naam Selligheden werd aangevuld met het getal zeven, is eveneens een toespeling op de bergrede. Zo bestaan er verschillende interpretaties als gaat om het aantal bijbelse zaligsprekingen. Naast het getal zeven wordt ook gesproken van negen of zelfs tien zaligheden, maar over het algemeen wordt acht als het juiste aantal gehanteerd, aangezien de verzen 10-12 van Matteüs 5 samen een zaligheid vormen. De godsdienstwetenschapper vermeldde echter niet of deze naam daadwerkelijk vanaf de jaren 30 van de 19e eeuw in gebruik was of dat het getal zeven hier later aan toegevoegd is.
Desondanks wordt uitgegaan van de voorloper Selligheden, wat sarcastisch verwijst naar de armoede en de uitgang -sel. Heemkundige P. Van Beek schreef in 1971 dat de huidige benaming ontsproten kan zijn aan de bijbels geïnspireerde volksgeest van de Kempenaren, als reactie op de pejoratieve oorsprong van de naam Selligheden en mogelijk onder invloed van het religieuze getal acht er Acht Zaligheden van maakte. Deze al dan niet bewuste naamsverandering zou op zijn langst plaats gevonden moeten hebben tussen 1830-31 en 1839. Ook politicus en onderwijzer H.J.J van Velthoven suggereert in 1949 dat de naam te danken was aan de Kempense volksaard, die volgens Van Velthoven gekenmerkt werd door godvruchtigheid, soberheid en arbeidslust. Hij omschreef de bevolking als schrander van aard, trots op haar landschap, loyaal aan de rooms-katholieke kerk en vol vitaliteit. Toch heerst er verschil van mening over de vraag in welke vorm de naam eerst is ingevoerd. Volgens L. van Egeraat zou de naam Acht Zaligheden een vorm van volksetymologie zijn. De denigrerende naam Selligheden zou volgens hem onjuist geïnterpreteerd zijn door de lokale bevolking. Zij zou min of meer onbewust een andere betekenis aan de naam gegeven hebben. Andere bronnen, zoals geograaf H. Blink, spreken juist van een bewuste omkering.

### Vergelijkbare catechismusnamen

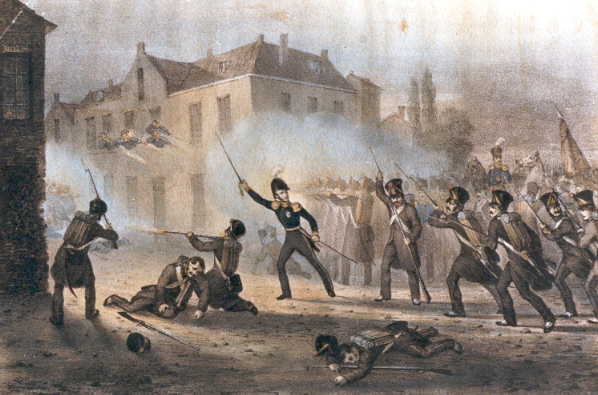
De Prins van Oranje voert het Nederlandse leger aan in de Slag bij Ravels op 3 augustus 1831, nadat een dag eerder het leger de Drie Goddelijke Deugden waren binnengevallen bij Poppel.

Vergelijkbare benamingen komen sinds de 19e eeuw meerdere malen voor binnen de Nederlanden, voornamelijk ten zuiden van de grote rivieren. Daarom wordt vaak uitgegaan van een katholiek gebruik. Opmerkelijk is dat het gaat om Bijbelse benamingen, veelal bestaande uit catechismussen, voor groepjes arme dorpen en armoedige woningen die bij elkaar in de buurt lagen. Zo staan de in de Antwerpse Kempen gelegen dorpen Weelde, Poppel en Ravels bekend als de Drie Goddelijke Deugden. Deze groep dorpen geldt als tegenhanger van de Acht Zaligheden, aangezien de gebieden aan elkaar grenzen, dezelfde zandgrond hebben en de dorpen vermoedelijk rond dezelfde periode zijn ontstaan. Verder komen namen voor als de Twaalf Apostelen, de Tien Geboden, de Tien Deugden, de Zeven werken van barmhartigheid, de Vijf Geboden, de Vier Uitersten en de Drie Koningen. Ook de term Acht Zaligheden komt meerdere keren voor.
Ook in van oudsher katholieke plaatsen boven de rivieren doet het fenomeen zich voor, zij het in mindere mate. De naam Acht Zaligheden wordt een aantal keer gebruikt voor arbeiderswoningen boven de grote rivieren in plaatsen als: Rotterdam, Dokkum, Bunnik en Lichtenvoorde. Toch is het gebruik van de naam voor de genoemde dorpen in de Brabantse Kempen het oudste. Daardoor is het aannemelijk dat deze als inspiratie diende voor vergelijkbare en latere benamingen. Daarentegen wordt gespeculeerd dat de bedenkers van de naam Acht Zaligheden en die van de Zeven Heerlijkheden elkaar geïnspireerd zouden kunnen hebben.

### Van ambivalente geuzennaam tot eretitel
De plaatselijke bevolking omarmde de spotnaam Acht Zaligheden in de loop van de tijd als een geuzennaam. Met de introductie van kunstmest, de ontginning van de uitgestrekte heidevelden, de opkomst van de sigarenindustrie en de aanleg van de tramlijn Eindhoven-Reusel ontstond er welvaart in de regio. Hierdoor groeide de streek in het tweede deel van de 20e eeuw uit tot een trekpleister. De toeristische sector zag in de naam Acht Zaligheden een aantrekkelijk symbool. Dus werden de sel-dorpen afgeschilderd als pittoreske plaatsjes waar een gemoedelijke, tevreden en bourgondische levensstijl de boventoon voert. René Bastiaanse beschrijft in 2004 hoe het toerisme in de regio toenam en de streek uitgroeide tot het symbool van de Brabantse gemoedelijkheid.
Meer Kempense plaatsen beginnen zich een zaligheid te noemen en de naam kent steeds minder een negatieve bijbetekenis. Gerard Rooijakkers beschreef in 2003 hoe andere dorpen willen profiteren van de toenemende populariteit, die ook door horeca en toerisme werd ontdekt. De Acht Zaligheden wordt voorgesteld als een streek waar het goed toeven is. Aan het begin van de 21e eeuw drijft de economie van De Acht Zaligheden niet grotendeels meer op landbouw en toerisme. De streek is door toedoen van haar prominente maakindustrie een belangrijk onderdeel geworden van Brainport Regio Eindhoven. De gemeente Bladel, waar Netersel ook deel van uitmaakt, werd in 2014 gerekend tot de tien sterkste economische gemeenten van Nederland.

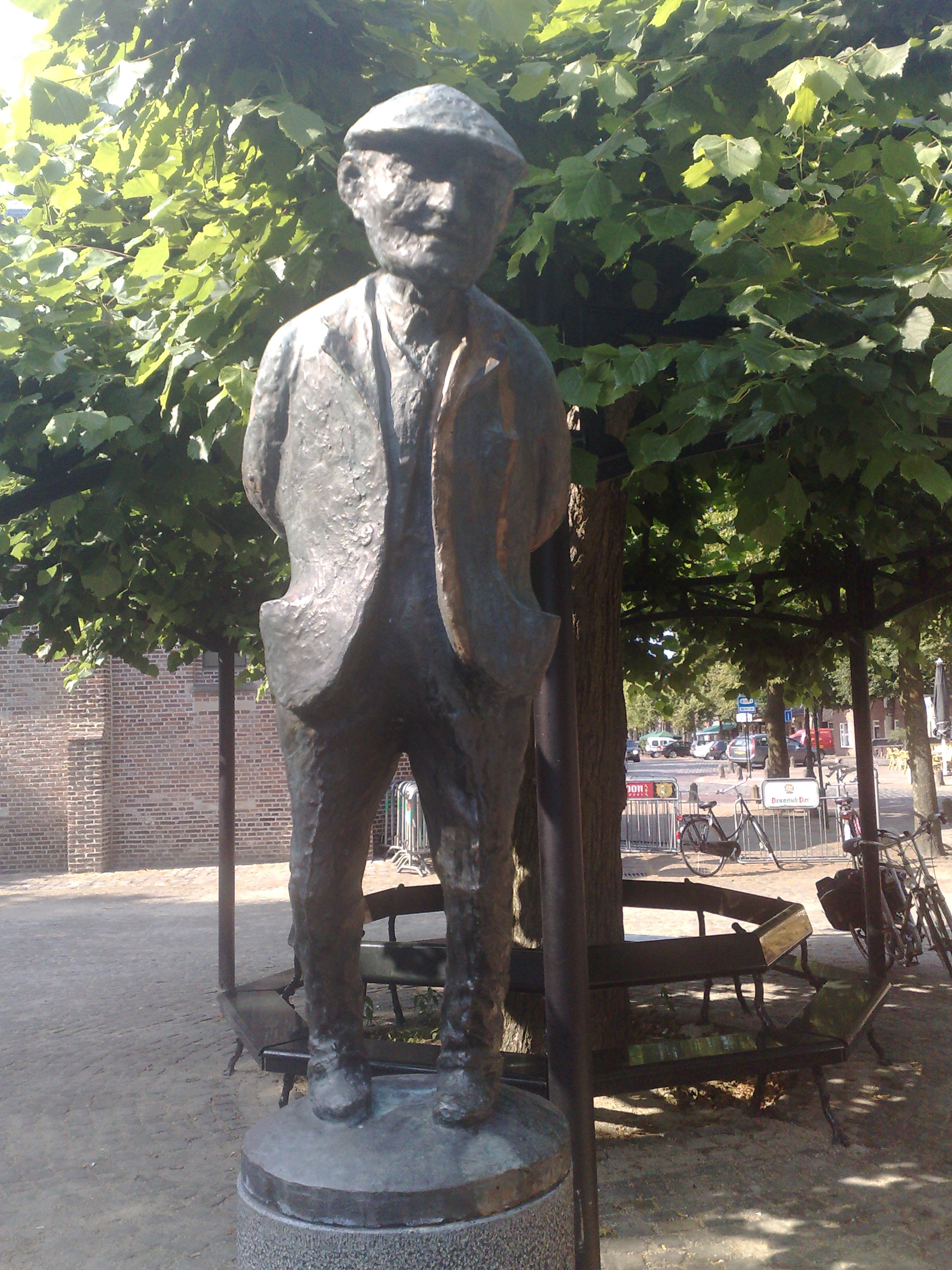
De Contente mens (tevreden man), een beeldje op de markt van Eersel. Het staat symbool voor de Kempenaar, die ondanks de armoede een "zalig" leven wist te leiden.

## Geschil achtste zaligheid
Feitelijk bestaan de Acht Zaligheden uit zeven dorpen die daadwerkelijk uitgaan op -sel. Over de dorpen Duizel, voorheen Duisel, Eersel, Hulsel, Knegsel, Netersel, Reusel en Steensel bestaat eensgezindheid. De naam is immers gebaseerd op zeven seldorpen en werd in eerste instantie Zeven Selligheden genoemd. Het geschil omtrent de achtste zaligheid was direct na het ontstaan van de naam Acht Zaligheden al van kracht. Uit herinneringsboeken van de Nederlandse soldaten die tijdens de Belgische Opstand ingekwartierd waren in de streek, bleek dat zij zoekende waren naar een passend achtste dorp. Zo werden soms de dorpen Hapert en Hoogeloon genoemd en de gemeente Hooge en Lage Mierde, waarvan Hulsel tot 1996 onderdeel uitmaakte. Over het algemeen werd in de 19e eeuw Bladel steevast beschouwd als het achtste lid. Halverwege de 20e eeuw groeide deze kwestie uit tot een ware polemiek, waarin taalkundige, geografische en cultuurhistorische argumenten een rol spelen.

Acht Zaligheden, veel gebruikte samenvattende benaming voor een achttal dorpen ten zuidwesten van Eindhoven: Reusel, Hulsel, Netersel, Bladel, Duisel, Eersel, Steensel en Knegsel; door sommigen wordt in plaats van Bladel Wintersel (thans Wintelre) ertoe gerekend.
— Grote Winkler Prins: encyclopedie in 25 delen, deel 1 - R. C. Van Caenegem & S. Groenman, 1979

Voorstanders van de 'Wintelre-theorie' houden vast aan de taalkundige vaststelling dat het dorp in dialect 'Wentersel' of 'Wijntersel' (Wintersel) wordt genoemd. Zij die Bladel tot de Acht Zaligheden rekenen beroepen zich op de vele toekenningen uit het verleden die de plaats rijk is. Sinds de jaren 70 van de 20e eeuw wordt aangenomen dat de Acht Zaligheden bestaan uit de hierboven genoemde zeven selligheden, aangevuld met Wintelre.

### Oorspronkelijke samenstelling

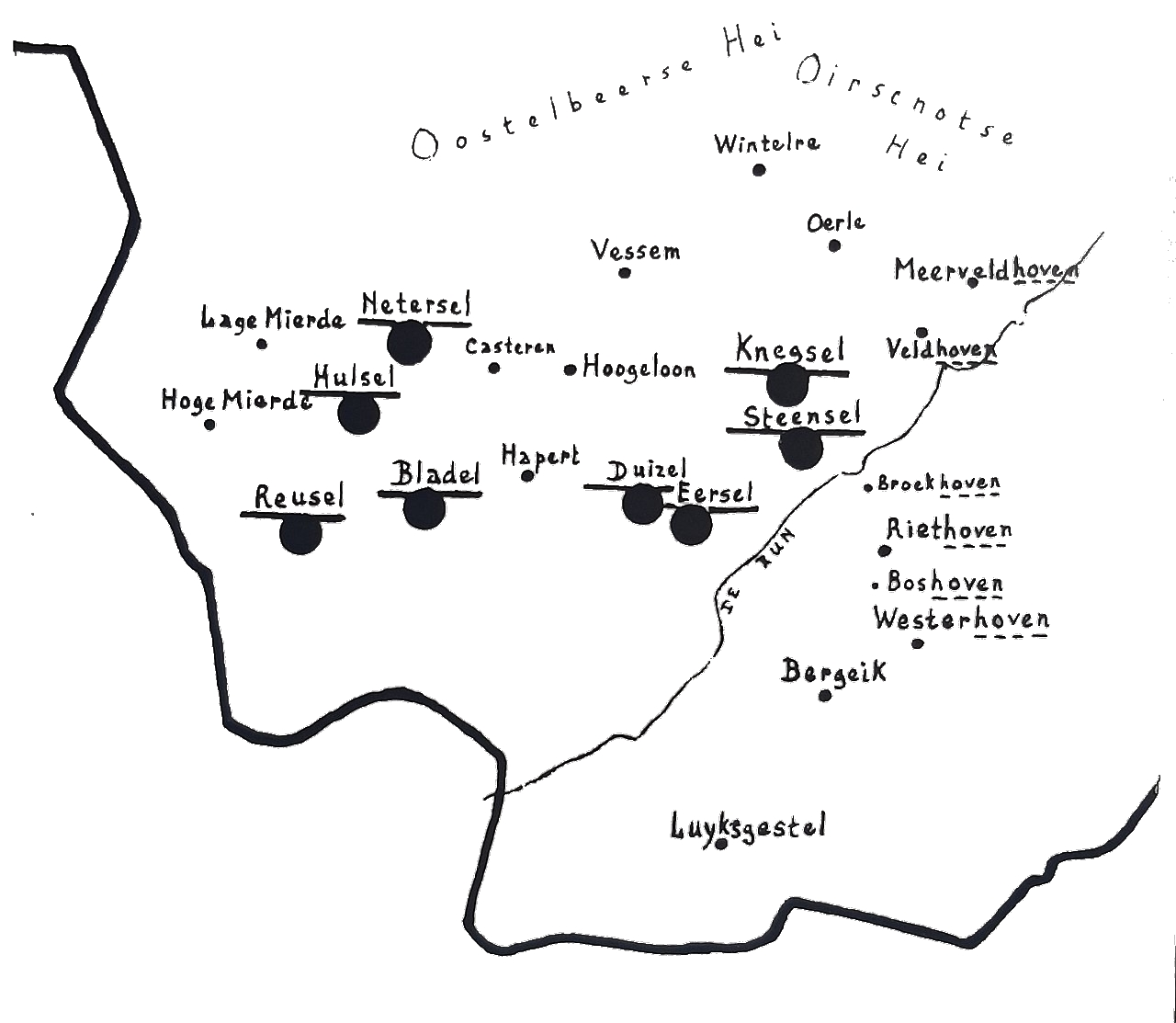
Een tekening van de oorspronkelijke samenstelling van de streek Acht Zaligheden van neerlandicus Hein Mandos uit 1971, aangevuld met de overige plaatsen van de oude kern van de Kempen bestaande uit: het Hovengebied en de plaatsen Bergeijk en Luyksgestel.

Het dorp Bladel wordt beschouwd als de oorspronkelijke achtste plaats, aangezien het in 19e-eeuwse bronnen in nagenoeg alle gevallen gerekend werd tot de Acht Zaligheden. Bladel wordt vermeld in de oudste vindplaats van de term uit 1841 en het dorp wordt in de 19e-eeuwse literatuur soms aangeduid als de hoofdplaats der acht zaligheden.
De eerste keer dat Bladel genoemd werd als hoofdplaats, weliswaar naast Eersel, is in een publicatie uit 1845 van C.R. Hermans. De bibliothecaris van het Provinciaal Genootschap van Kunsten en Wetenschappen in Noord-Brabant schrijft in 1841 dat Bladel en Eersel de enige dorpen van de Acht Zaligheden zijn die een verdere toelichting verdienen, aangezien zij in het verleden een rol van betekenis hebben gespeeld en meer welvaart kenden dan de andere  dorpen. In 1878 schrijft A. Snieders dat Bladel de titel te danken had aan de Nederlandse soldaten die in de jaren 1830 in de Kempen verbleven. Zij duidden Bladel spottend aan als 'hoofdstad der Acht Zaligheden'. Snieders voegt daaraan toe dat lang niet elke schutter het thuis zo goed had als bij de Bladelse boeren. Hij doelde daarmee op de welstand in Bladel, zeker vergeleken met andere dorpen in de Kempen, maar deelt initieel een sneer uit aan de ingekwartierde soldaten. Voor zover bekend wordt Bladel voor het laatst als hoofdplaats vermeld in 1882 door J.J. de Vlam. De dichter licht het uit de Acht Zaligheden afkomstige sprookje De heks in de brouwketel toe en schrijft dat het dialect waarin het geschreven is het meest overeenkomt met dat van de hoofdplaats Bladel. Naast Snieders, Hermans en De Vlam zijn er legio voorbeelden van 19e-eeuwse auteurs die Bladel als volwaardig lid van de Acht Zaligheden beschrijven. Enkele voorbeelden hiervan zijn: F.J.E. van Zinnicq Bergmann (1856 en 1862), A.J. van der Aa (1857), A.P. Meeter (1862), H.G. van der Veen (1880), J.R. Snieders (1883), P.N. Panken (ca. 1883) en J. Te Winkel (1898). Opmerkelijk is te noemen dat onder deze auteurs bij het opsommen van de betreffende dorpen gebruikelijk was om telkens Bladel als eerste te noemen, ook zodra de opsomming geheel willekeurig en niet alfabetisch was.
Het is niet duidelijk waarom Bladel door sommige bronnen gerekend wordt tot de Acht Zaligheden, aangezien de dorpsnaam niet eindigt op -sel, ook niet in gesproken varianten. Van Zinnicq Bergmann hanteert de minder onderbouwde theorie dat de namen van de zeven omliggende seldorpen mogelijk waren afgeleid van de ooit centraal gelegen Pladella Villa, waarvan lang is gedacht dat deze in Bladel gestaan zou hebben. De kans bestaat dat Bladel door de soldaten in het gebied eenvoudigweg aan het rijtje werd toegevoegd bij gebrek aan een achtste zaligheid en omdat de uitgang -el het meest overeenkomt met de overige op -sel uitgaande dorpen om zo tot eenduidigheid te komen. De behoefte naar eenduidigheid bestaat al sinds het ontstaan van de streeknaam, dit bleek onder andere uit de publicaties van C.R Hermans (1841 & 1845), A.J. van der Aa (1857) en A.P. Meeter (1862) die uitgingen van de overeenkomende uitgang -el en daardoor al dan niet bewust de uitgang -sel links lieten liggen. Desondanks kan met zekerheid gesteld worden dat onder deze drie auteurs in ieder geval A.J. van der Aa op de hoogte moet zijn geweest van de Meierijse variant Wijntersel, aangezien de lexicograaf de naam in zijn Aardrijkskundig Woordenboek der Nederlanden van 1849 liet vallen. Ook bij de plaatselijke bevolking valt tot eind 19e eeuw geen spoor van afwijking ten opzichte van de oorspronkelijke samenstelling te bespeuren. Toonaangevende lokale geschiedschrijvers als de gebroeders Snieders uit Bladel en de uit Duizel afkomstige P.N. Panken, die bewust de Belgische opstand hebben meegemaakt en als Kempenaren op de hoogte van de benaming Wintersel moeten zijn geweest, hielden hier eveneens aan vast.

### Zoekend naar alternatieven
Th. Ign. Welvaarts was een van de vele 19e-eeuwse auteurs die van mening was dat Bladel de achtste zaligheid was. De archivaris van de Abdij van Postel noemt Bladel in 1890 als een van de voornaamste der Acht Zaligheden. In de voorrede van deze publicatie vermeldt de prior echter dat anderen twijfelen aan deze lezing, aangezien de naam van dit dorp niet eindigt op -sel. Dit is mogelijk de oudste bron waarin twijfel wordt uitgesproken over Bladel als lid van de Acht Zaligheden. Uit een publicatie van L. Van Miert uit 1919 valt op te maken dat er één of meerdere dorpen naast Bladel genoemd worden als achtste selligheid. Na het opsommen van de eerste zeven dorpen, gaf de jezuïet aan dat 'gewoonlijk' Bladel hiertoe als achtste wordt gerekend. In 1925 wordt Bladel door de Vlaamse schrijver J. Persyn beschreven als dat lastige lid van de Acht Zaligheden, dat niet wil uitgaan op -sel. Uit deze publicaties blijkt dat er de nodige twijfel bestond.
In aanloop naar de Tweede Wereldoorlog viel steeds vaker de naam van Wintersel onder de Kempenaren. Echter werd in deze periode van zoeken naar een taalkundig correcte vervanger regelmatig door buitenstaanders de oplossing gezocht bij het in verhouding uit de richting gelegen Woensel. Al vanaf het begin van de 20e eeuw valt de naam met enkele regelmaat. Zo ook in 1905 in het blad Groot Nederland door W.G. Van Nouhuys. Ook H. Blink gaat in 1929 uiteindelijk overstag als het gaat om Woensel te benoemen tot achtste zaligheid. Opvallend is wel dat de geograaf in 1902 nog een publicatie had uitgebracht waarin hij vermeldde dat Bladel tot de Acht Zaligheden behoorde. Hij vermeldde daarbij dat deze opvatting leefde onder Brabanders zelf. De exacte reden van zijn latere herziening vermeldt hij niet. Woensel ligt in de Kempen en was ooit onderdeel van het kwartier van Kempenland, hetgeen behalve Hulsel geldt voor alle overige Zaligheden. Blink bleek in zijn Woensel opvatting invloedrijk onder zijn historisch geografische werkkring, aangezien niet veel later in 1934 ook R. Schuiling Woensel aan het rijtje toevoegde en op deze manier wellicht invloed uitoefende op de toeristische sector.
Vanuit de toeristische sector groeit na de Tweede Wereldoorlog steeds meer de behoefte aan eenduidigheid. In oktober 1948 wordt Woensel volmondig tot de Acht Zaligheden gerekend in een uitgave van de Kampioen, het ledenblad van de ANWB. Toch wordt Woensel over het algemeen niet tot de Acht Zaligheden gerekend, vanwege de ligging ten opzichte van de andere dorpen en omdat Woensel ook naar regionale opvatting geen samenhangend geheel vormt met deze dorpen, criteria waar Wintelre wel aan voldoet. Wel werd Woensel al vóór de publicatie van Blink in verband gebracht met de Acht Zaligheden, namelijk als negende zaligheid.

### Ontplooiing tot polemiek

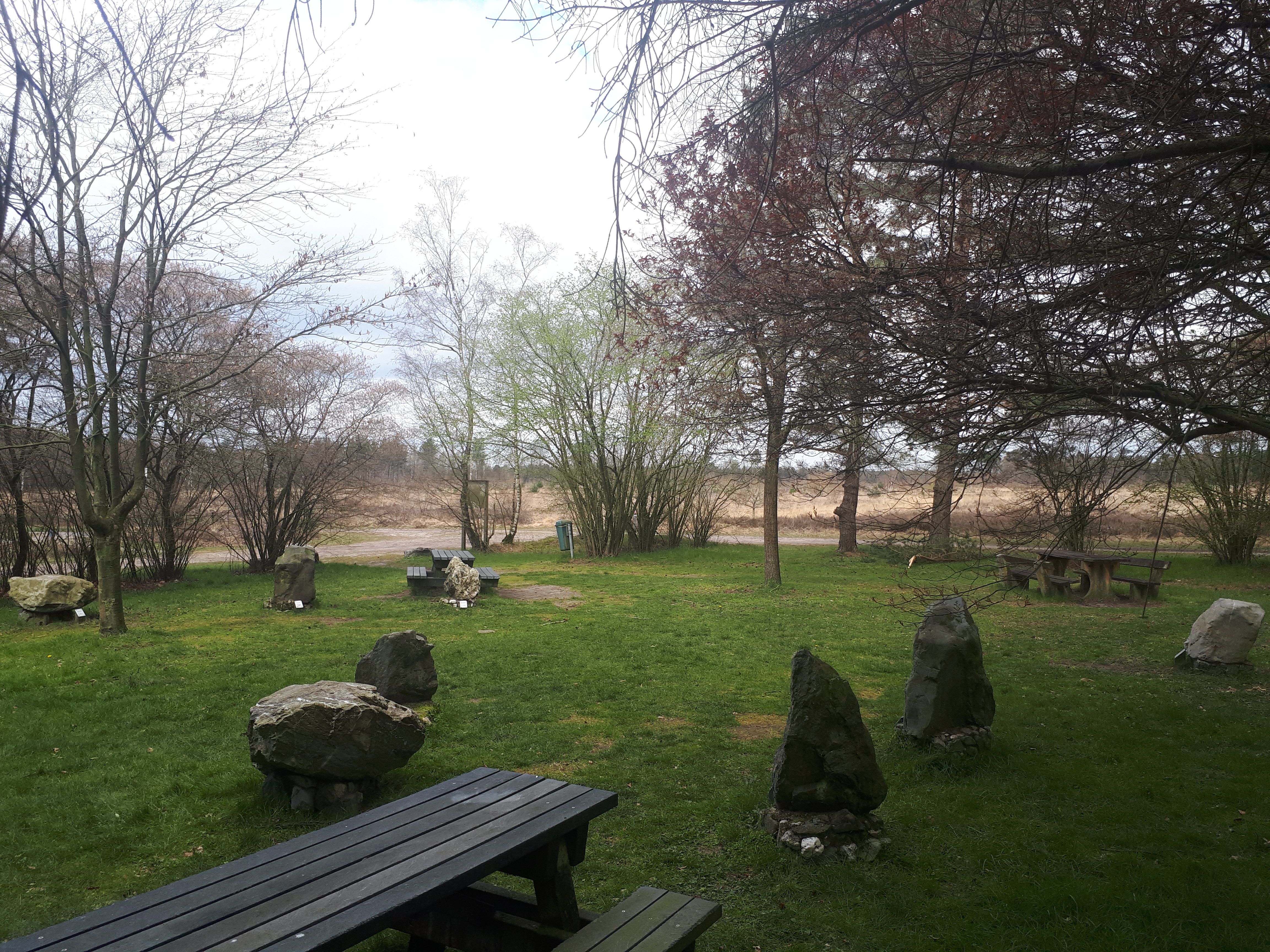
Het monument de Stenen der Zaligheden dat sinds 2001 bij de Groote Cirkel in Reusel gelegen is, waarbij Wintelre op uiterst rechts het achtste lid vormt en de aanleiding bleek voor een ludieke burenruzie tussen Bladel en Reusel die met de nodige bewondering en interesse door de overige Kempenaren gevolgd werd.

De naam Wintersel als achtste zaligheid hangt in de eerst helft van de 20e eeuw al in de lucht. Het dorp wordt voor zover bekend voor het eerst in de literatuur als zaligheid vermeld door politicus en historicus  H.J.J. van Velthoven in 1949. De Kempense auteur verwijst naar de oorspronkelijke benaming Selligheden en de gesproken variant Wintersel, een naam die al ruim voor de Belgische opstand door met name de Kempenaren in zwang was. Toch lijkt het onwaarschijnlijk dat Wintelre door de Nederlandse soldaten tot het rijtje werd gerekend, aangezien zij niet bekend waren met de dialectnaam en deze nooit op stafkaarten werd vermeld. Pas door de publicatie uit 1949 maakte men buiten de Kempen kennis met de naamvariant Wintersel. Daardoor werd Wintelre in de jaren 50 van de 20e eeuw buiten de Kempen geïntroduceerd als achtste zaligheid en wat resulteerde in een landelijke polemiek.
Deze introductie werd door de Kempenaren in eerste instantie sceptisch ontvangen. Dit bleek bijvoorbeeld uit een werkvergadering onder de leden van de Heemkundige Studiekring De Acht Zaligheden op 5 juni 1952, waarbij een enquête gehouden werd en Bladel unaniem tot zaligheid verkozen werd. Ook de uit Oerle afkomstige dialectkenner A.P. de Bont laat zich in het vocabularium van zijn Kempense woordenboek van 1958 negatief uit over Wintelre en schrijft dat er feitelijk maar zeven dorpen zijn die op -sel eindigen. Hij erkent het bestaan van de naam Wintersel', maar wijst toch Bladel aan als achtste zaligheid. In een publicatie uit 1966 doet De Bont, nadat de naam van Wintelre steeds vaker opduikt, er nog een schepje boven op en geeft voorts aan dat de keuze voor Wintelre alleen zou kunnen opkomen in het hoofd van mensen die niet uit de streek afkomstig zijn; volgens hem kon geen Kempenaar zich met die gedachte verenigen.
Zo vervangt W. Glasbergen zonder enkele toelichting Bladel voor Wintelre in zijn proefschrift uit 1954 over de door ontginning bedreigde grafheuvels en urnenvelden. Ook L.C Michels schrijft in 1956 dat Wintelre de plaats van Bladel dient in te nemen. Hij bestrijdt de opvatting van K. Ter Laan uit 1948 en trekt diens deskundigheid in twijfel, aangezien zijn collega niet op de hoogte zou zijn van de mondelinge variant Wentersel; Michels gaf immers aan dat hij zijn kennis haalde uit een publicatie van geograaf W.W. Reijs van een jaar eerder. Vanaf de jaren 50 van de 20e eeuw spreken de daaropvolgende publicaties bijna allemaal in het voordeel van Wintelre. Deze opvatting wordt door allerlei auteurs overgenomen en bijvoorbeeld ook door de VVV.

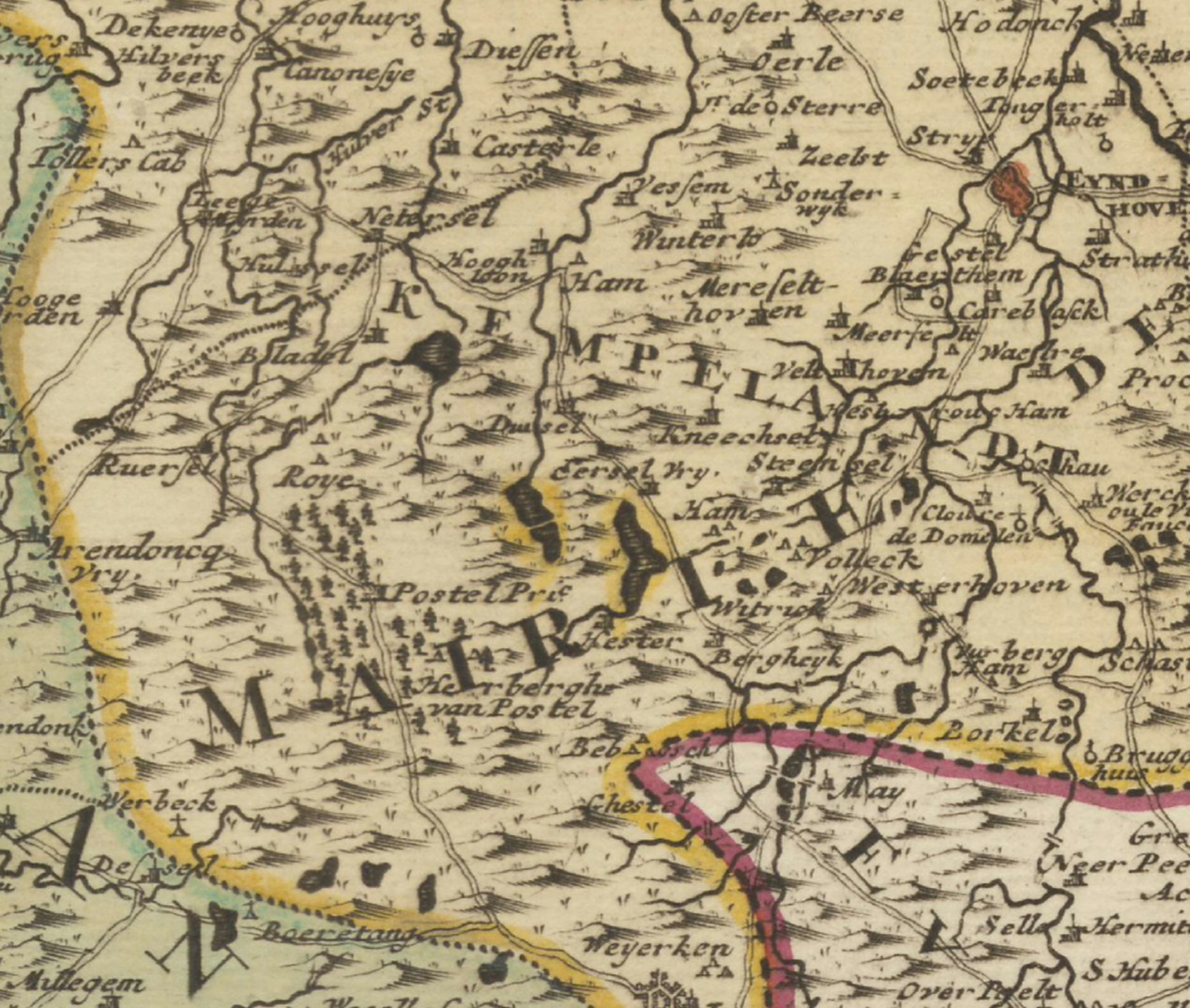
Een kaart van het kwartier Kempenland afkomstig uit de 18e eeuw, waarin alle zaligheden nog met een (lange) s geschreven werden en Wintelre nog geschreven werd als Winterlo, afgeleid van -loo, wat eveneens het geval is bij de dorpen Hulsel, Eersel en Bladel, en waar de Kempense articulatorische variant Wintersel op is gebaseerd.

Daar waar De Bont nog sprak van 'autochtone onvrede', heeft heem- en taalkundige H.M.C.A Mandos het in zijn publicatie van 1971 het over 'onenigheid'. Ook Mandos was van mening dat Bladel onrecht aangedaan zou zijn en hield een betoog 
die hij geheel onderbouwde op historische argumenten. Desondanks rekende hij Wintelre weldegelijk bij de streek. Vanaf de jaren 70 leek het pleit definitief in het voordeel van Wintelre beslecht. Zo werd nog in 1973 een publicatie uitgebracht over de rechtsgeschiedenis van de Acht Zaligheden, waarin zonder enige vorm van twijfel de naam Wintersel toegevoegd wordt aan het illustere rijtje door J.E. Spruit. De uiteindelijke definitieve doodsteek was afkomstig vanuit de Bladelse gemeenschap zelf. In 1975 volgde er een Bladelse publicatie over de geschiedenis van Bladel en Netersel, waarvan de gekozen titel indirect verantwoordelijk bleek voor de bijnaam De Negende Zaligheid, zoals Bladel vanaf halverwege de jaren 70 werd genoemd door haar eigen inwoners.
Dat de kwestie uitliep in een ware pennenstrijd moet gezocht worden in het feit dat Wintelre in tegenstelling tot Woensel daadwerkelijk deel uitmaakt van de streek Acht Zaligheden en daardoor een serieuze bedreiging bleek voor Bladel. Daarnaast stelde ds. Stephanus Hanewinkel in 1803 dat Wintelre binnen de Meierij gewoonlijk Wynterſel (Wijntersel) genoemd werd, waardoor het niet ondenkbaar is dat Wintelre ten tijde van de publicatie van Welvaarts uit 1890 of mogelijk sinds het ontstaan van de naamgeving door de Kempenaren al in verband werd gebracht als mogelijke zaligheid. Desalniettemin benadrukte de voormalig ingekwartierde militair N.B. Donkersloot, in tegenstelling tot de overige 19e-eeuwse deskundigen, al in 1857 dat de naam gebaseerd was op acht in plaats van zeven seldorpen. Het blijft echter onduidelijk of het in dit geval Wintelre betreft. Ook omdat onder de lokale bevolking in de 19e eeuw weinig mensen onderlegd waren, bleef de benaming Wintersel voor mensen afkomstig buiten de Kempen tot halverwege de 20e eeuw weinig bekend.

### De officieuze negende zaligheid

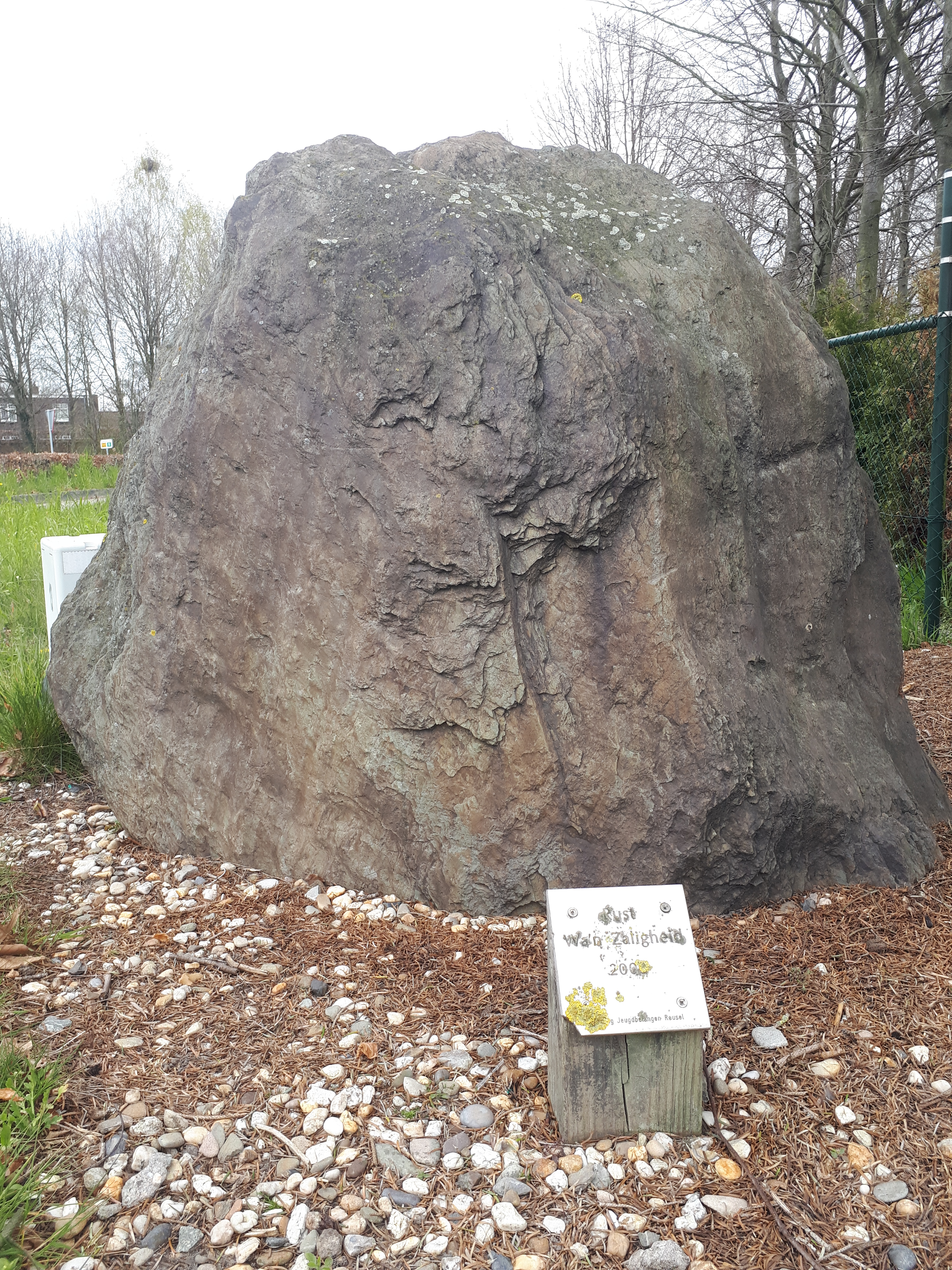
De Bladelse kei op zijn nieuwe locatie naast de N284 in Reusel, de verbindingsweg tussen Bladel en Reusel, met de ironische tekst: Rust, wat een Zaligheid.

Naast het feit dat de bijnaam 'negende zaligheid' voortvloeide uit de publicatie van onder andere F. Verachtert uit 1975, geeft de populariteit van die opvatting een beeld van hoe de meerderheid van de Kempenaren ertegenaan keek. Sommige medeauteurs waren woonachtig in of afkomstig uit Bladel zelf, waaronder archeoloog Nico Roymans. De plaatselijke VVV fungeerde als uitgever. Naarmate de 20e eeuw verstreek, bleef de discussie over de achtste zaligheid levend buiten de Kempen. In de Winkler Prins Encyclopedie van 1979 wordt een duidelijk standpunt vermeden, hoewel in voorgaande edities Bladel  de voorkeur genoot. Dat de strijd zich buiten de Kempen voortzette, wordt in 1997 bevestigd in een artikel van Frans van Schoonderwalt in de Volkskrant.
Vanaf 2001 werd het dilemma lokaal weer opgerakeld, nadat de heemkundekring van Reusel een monument geplaatst had op de Peelse Heide. Het bestaat uit een formatie van natuurstenen die geografisch en op schaal de Acht Zaligheden weergeven en waarin Wintelre, in tegenstelling tot het aan Reusel grenzende Bladel, beschouwd wordt als de achtste zaligheid. Twee jaar later lag er ineens een negende, grotere steen bij. Hij werd al snel de Bladelse kei genoemd. Er werd een bord bij geplaatst met een tekst waarin Bladel als achtste zaligheid werd bevestigd en bezoekers de gelegenheid kregen hun eigen mening te geven. Aan de hand van het bord en anonieme stukken die later in de media verschenen werd duidelijk dat de daders vooral geïnspireerd waren door de publicatie van Mandos uit 1971.
De Bladelse kei trok veel publiciteit en leidde tot een ware dorpsrel tussen Reusel en Bladel. De lokale bevolking sprak zich uit in het voordeel van Wintelre.  Gerard Rooijakkers verwees in een artikel in het Eindhovens Dagblad naar een negende zaligheid, maar stelde dat Wintelre toch echt de achtste plaats toekwam. Rooijakkers vond dat de Bladelnaren geen boodschap hadden aan de geschiedenis en wilden meeprofiteren van de toenemende populariteit van de streek. (In een artikel uit 2020 in Trouw memoreerde de historicus deze rel nog eens.) René Bastiaanse, oud-directeur van het Brabants Historisch Informatie Centrum, schaarde zich in 2004 achter de Reuselse heemkundigen in een aan de Acht Zaligheden gewijde aflevering van het televisieprogramma De Wandeling waarin de dorpsrel ter sprake kwam. Bastiaanse gaf aan dat in dit geval de historie irrelevant is aan het taalkundige belang.
In 2010 verscheen het album Acht Zaligheden/Ach, Zalig Man van zanger JW Roy, zelf geboren in Knegsel, die een nostalgische ode bracht aan de Acht Zaligheden. Er kwam ook een boek uit en er was, in samenwerking met acteur Frank Lammers, een theatertournee langs de dorpshuizen van de Acht Zaligheden, maar niet langs het dorpshuis van Bladel. In 2022 bracht JW Roy opnieuw een album uit, dat hij eveneens opdroeg aan zijn geboortestreek. Hij riep daarin Vessem uit tot Negende en Vergeten Zaligheid. Voor historicus en publicist Cor van der Heijden was de plaat van JW Roy in 2011 aanleiding voor een artikel in NRC Handelsblad. Van der Heijden schreef dat het voor de Bladelnaren pijnlijk was dat de karavaan aan hun dorp voorbijtrok en spitst zich hoofdzakelijk om die reden toe op de historische betrokkenheid van Bladel.
Onder de lokale bevolking is lang aangenomen dat de bijnaam 'negende zaligheid' voortkwam uit arrogantie van de Bladelnaren, die in de omgeving soms als Wendbuilen (windbuilen) worden afgeschilderd.
In 2021 wijdt het AVROTROS-programma De streken van Van Boven van Yvette van Boven een aflevering gewijd aan de Kempen, waarbij Bladel werd voorgesteld als de negende zaligheid.

## Geografie

### Plaatsen
| Gemeente          | Plaatsen                                            | Aantal inwoners op 22 november 2024 | Zaligheid                                   | Landstreek Acht Zaligheden                                                                    |
| ----------------- | --------------------------------------------------- | ----------------------------------- | ------------------------------------------- | --------------------------------------------------------------------------------------------- |
| Bladel            | Bladel, Casteren, Hapert, Hoogeloon, Netersel       | 20.985                              | Netersel                                    | Ja                                                                                            |
| Eersel            | Duizel, Eersel, Knegsel, Steensel, Vessem, Wintelre | 20.199                              | Duizel, Eersel, Knegsel, Steensel, Wintelre | Ja                                                                                            |
| Reusel-De Mierden | Hooge Mierde, Hulsel, Lage Mierde, Reusel           | 13.577                              | Hulsel, Reusel                              | Ja                                                                                            |
| Veldhoven         | Oerle                                               | 5.430                               | Nee                                         | Ja en Nee · (de voormalige dorpen Veldhoven, Meerveldhoven en Zeelst vallen buiten de streek) |

### Ligging

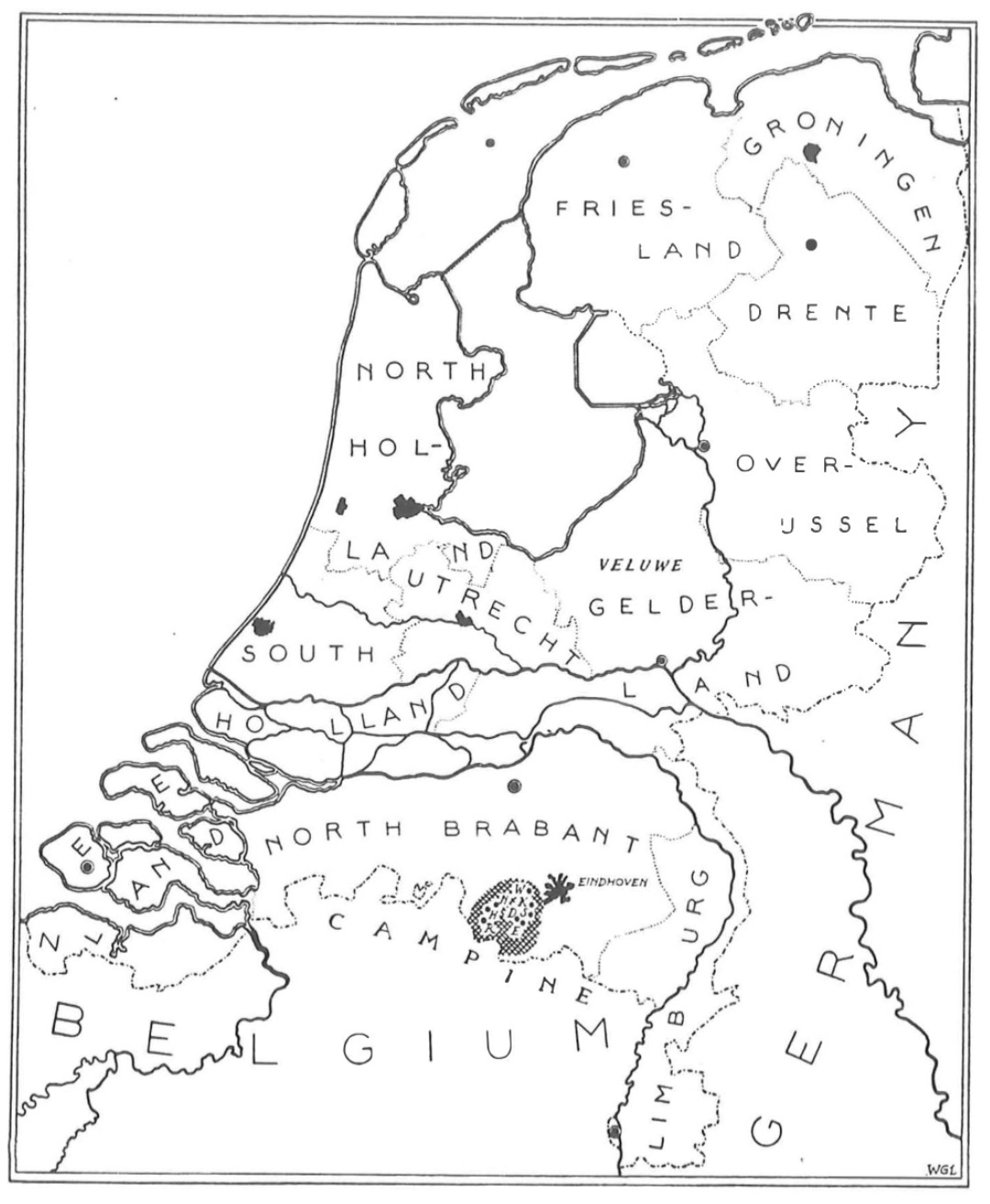
Een geografische weergave van de streek Acht Zaligheden gezien vanaf een Engelstalige kaart van Nederland van Willem Glasbergen uit 1954, waarbij de acht seldorpen nog eens nadrukkelijk zijn uitgelicht.

De dorpen van de Acht Zaligheden bevinden zich in het zuidoosten van Noord-Brabant, in de streek de Kempen en zijn van zuid tot west omringd door de grens met België. De Acht Zaligheden bevinden zich ten zuidoosten van Tilburg, ten zuidwesten van Eindhoven, ten noorden van Lommel (B) en ten oosten van Turnhout (B), steden die relatief dicht bij de dorpen gelegen zijn. Het gebied strekt zich in het noorden uit tot de Oostelbeerse en Oirschotse Heide en het noordelijk deel van Landgoed de Utrecht, in het oosten tot de wijken Meerhoven, Meerveldhoven en Veldhoven Dorp en in het zuidoosten tot aan rivier de Run.

### Land of streek der Acht Zaligheden
Hoewel de naam Acht Zaligheden in eerste instantie geassocieerd wordt met de acht seldorpen, wordt hiermee veelal ook de grensstreek aangeduid. Vanuit Kempens oogpunt wordt de streek, naast de acht seldorpen, aangevuld met wederom acht tussen- en omliggende dorpen en omvat in totaal een gebied bestaande uit de huidige gemeenten: Bladel, Eersel en Reusel-De Mierden met daarbij het inmiddels bij Veldhoven gevoegde kerkdrop Oerle. Dorpen die in het verleden ook wel de oude kern der Kempen genoemd werden en die door de vele geschiedkundige en culturele overeenkomsten gevoelsmatig een samenhangend geheel vormen. Al dan niet bewust valt uit het omvatte gebied van de streek, naast de -sel verwijzing, de naam Acht Zaligheden te herleiden vanwege het feit dat gedurende het ontstaan van de naamgeving deze kern uit wederom acht zelfstandige Kempengemeenten bestond: Gemeente Bladel en Netersel, gemeente Duizel en Steensel, gemeente Eersel, gemeente Hoogeloon, Hapert en Casteren, gemeente Hooge en Lage Mierde, waaronder ook Hulsel viel, 
gemeente Oerle, gemeente Reusel en gemeente Vessem, Wintelre en Knegsel.

### Hoofdplaats(en)
De streek kent geen officiële hoofdplaats en kent dus ook geen enkele vorm van een bijzondere politieke of bestuurlijke status vanuit een van de kernen. Daarentegen zijn er in het verleden veelvuldig soortgelijke titels toebedeeld aan de dorpen Bladel en Eersel. Deze dorpen worden bestempeld als de voornaamste van de streek en hebben mede om deze reden, naast de nodige allure, omvang, gunstige ligging en welvaart, haar titels als hoofdplaatsen hier aan te danken. De eerste keer dat er literair verwezen werd naar een hoofdplaats was in 1845, waarbij Bladel en Eersel beide naar voren geschoven werden. Het idee van een hoofdplaats zou voortgekomen zijn uit de spottende titel hoofdstad der acht zaligheden voor het dorp Bladel door toedoen van de ingekwartierde soldaten gedurende de Belgische Opstand. Ondanks dat aan Bladel in het verleden vaker de titel hoofdplaats werd toegekend ten opzichte van Eersel, geniet Eersel door haar voorstanders de voorkeur vanwege het feit dat het op -sel uitgaat. Desalniettemin worden Eersel en Bladel sinds de opkomende industrialisatie met de daarbij toenemende welvaart in de eerste helft van de 20e eeuw beiden gezien als de geografische middelpunten van de streek.

### Allochtone interpretatie
Voornamelijk door buitenstaanders wordt geografisch gezien onder de naam een ruimer gebied verstaan. In dit geval wordt globaal het gehele gebied ten zuidwesten van Eindhoven benoemd tot de Acht Zaligheden en wordt de natuurlijke grens de Run naar het oosten verlegd tot aan ongeveer de rivier de Dommel. Hierdoor  worden de dorpen Luyksgestel en Bergeijk, gewoonlijk onderdeel uitmakende van de Zeven Heerlijkheden, en het hovengebied, bestaande uit Meerveldhoven, Veldhoven, Broekhoven, Riethoven, Boshoven en Westerhoven, ook beschouwd als onderdeel van de streek. Strikt genomen is hier sprake van de Oude kern van de Kempen, een term die veelal verwart wordt met de in grote lijnen overeenkomende streek der acht zaligheden, maar in werkelijkheid een groter gebied betreft. Ondanks dat de plaatsen Dommelen en Borkel binnen dit gebied gelegen zijn, worden deze merkwaardig genoeg niet meegerekend tot de streek.

## Trivia

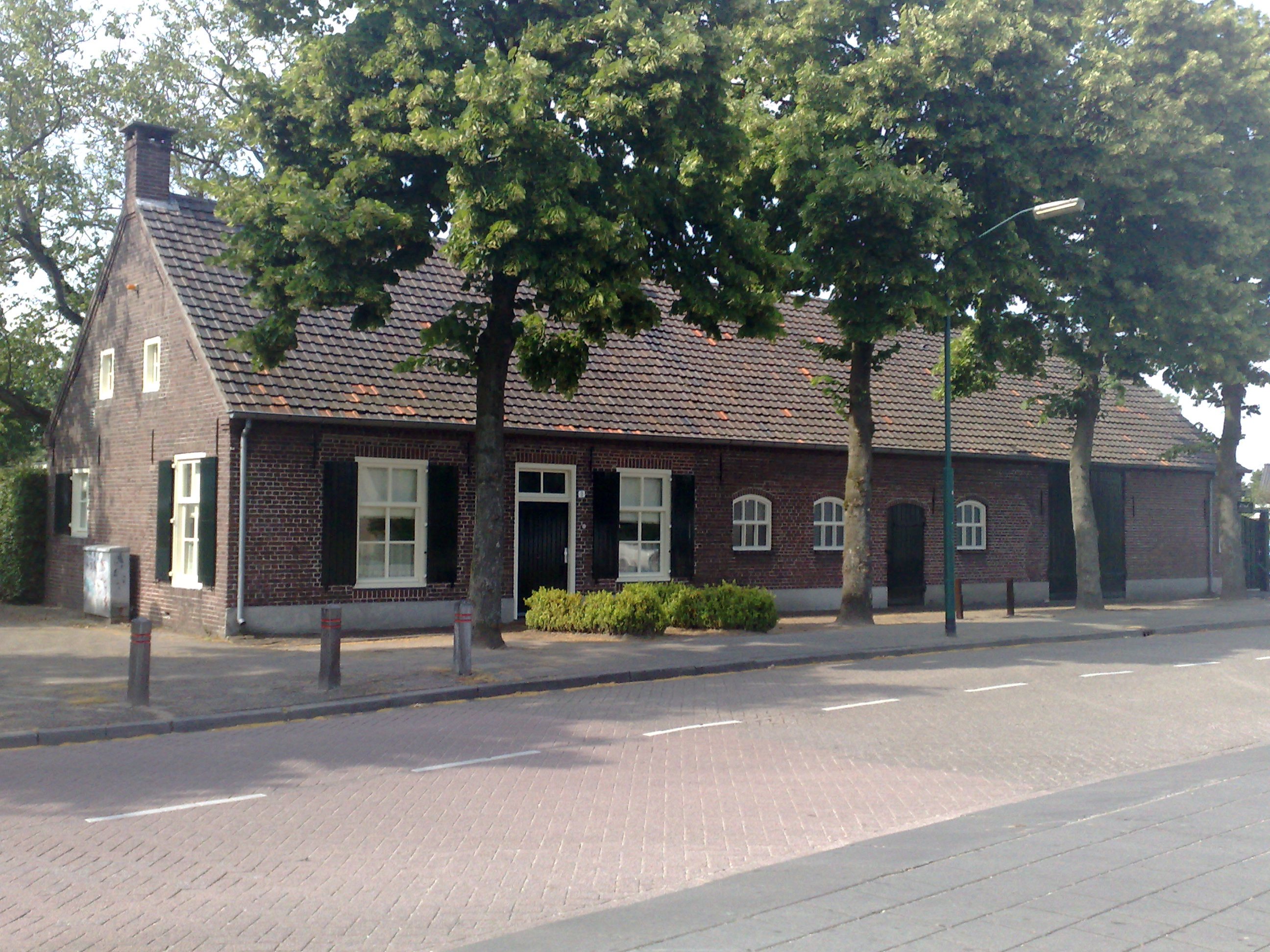
Het Streekmuseum De Acht Zaligheden te Eersel, in een Kempense langgevelboerderij

- De naam Acht Zaligheden is om verschillende redenen terug te vinden in het dorp Eersel. Zo bestond lange tijd het restaurant Acht Zaligheden, waarvan de naam sinds 1956 gebruikt werd en dat tussen 1983 en 1995 in het bezit was van een Michelinster. Ook kent het dorp sinds 1980 een nog altijd bestaand en gelijknamig streekmuseum, dat door de eveneens gelijknamige heemkundekring van Eersel in gebruik is.
- In de Kempen en rondom de Acht Zaligheden komen meerdere vergelijkbare streken voor, al dan niet met een religieuze toespeling, zoals de Drie Goddelijke Deugden en de Zeven Heerlijkheden.
- Zowel Eersel als Reusel zijn veelvuldig, naast hun titel Zaligheid, in verband gebracht als lid van de Zeven Heerlijkheden. Eersel heeft middels verschillende grensgeschillen met Bergeijk aan Paal Schoongors gegrenst, wat een vereiste is om jezelf de titel Heerlijkheid te mogen toekennen, terwijl dit met het sterk met Postel verbonden Reusel eveneens het geval zou kunnen zijn, al dan niet via het kloostergebied.[67][5]
- Tot aan de jaren vijftig van de 20e eeuw herinnerde de Eerselse voddeguld nog aan een traditie, die bestond uit een optocht en het begraven van de Voddejanus, een pop van vodden en stro die symbool stond voor de ingekwartierde soldaat, die herinnerde aan de slechte verstandhouding tussen de overwegend rooms-katholieke bevolking van de Kempen en de protestantse ingekwartierde militairen.[68]
- Het monument de Stenen der Zaligheden in Reusel biedt in eerste instantie een geografische weergave van de Acht Zaligheden aan, maar daarnaast heeft ook elk dorp zijn eigen zaligspreking toegewezen gekregen.
- Het in de Noord-Brabantse Kempen gelegen dorp Sterksel, ten zuidoosten van Eindhoven, wordt onder andere door de rijke historie gekenmerkt als een merkwaardig dorp en werd mede door toedoen van haar eigen inwoners bestempeld als een Zaligheid apart.[69][70]
- Articulatorische varianten als Wintersel komen in de Kempen vaker voor. Vergelijkbare sibilante articulaties zijn waar te nemen bij de nabij gelegen plaatsen Aarle (Aarzel) en Oerle (Oers).
- Op 16 april 2002 werd 'Bergeijksel' in het programma Radio Bergeijk ludiek als vervangende zaligheid voor Eersel aangeduid.[71]

## Galerij

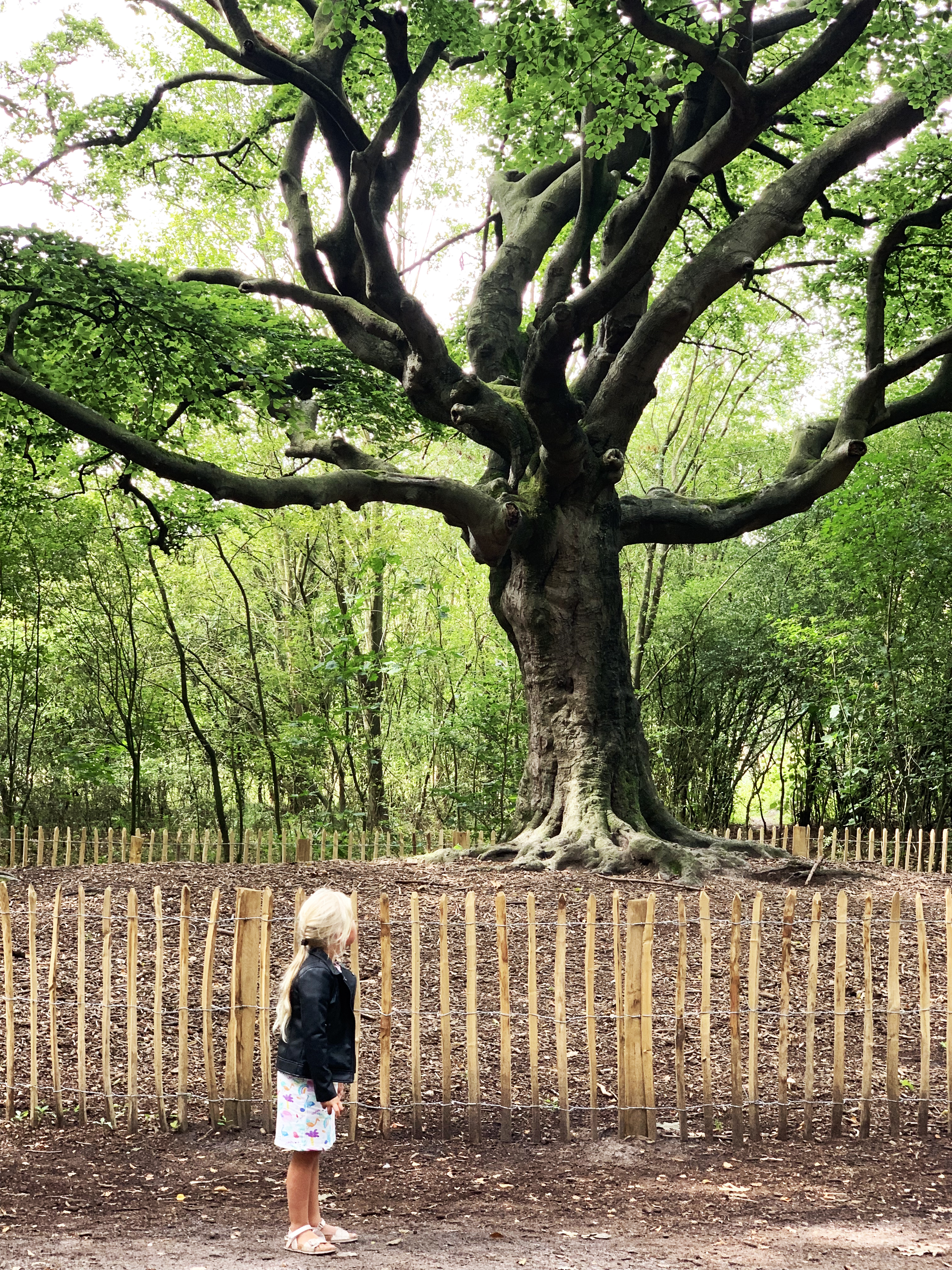
De Heksenboom op landgoed Ten Vorsel in Bladel
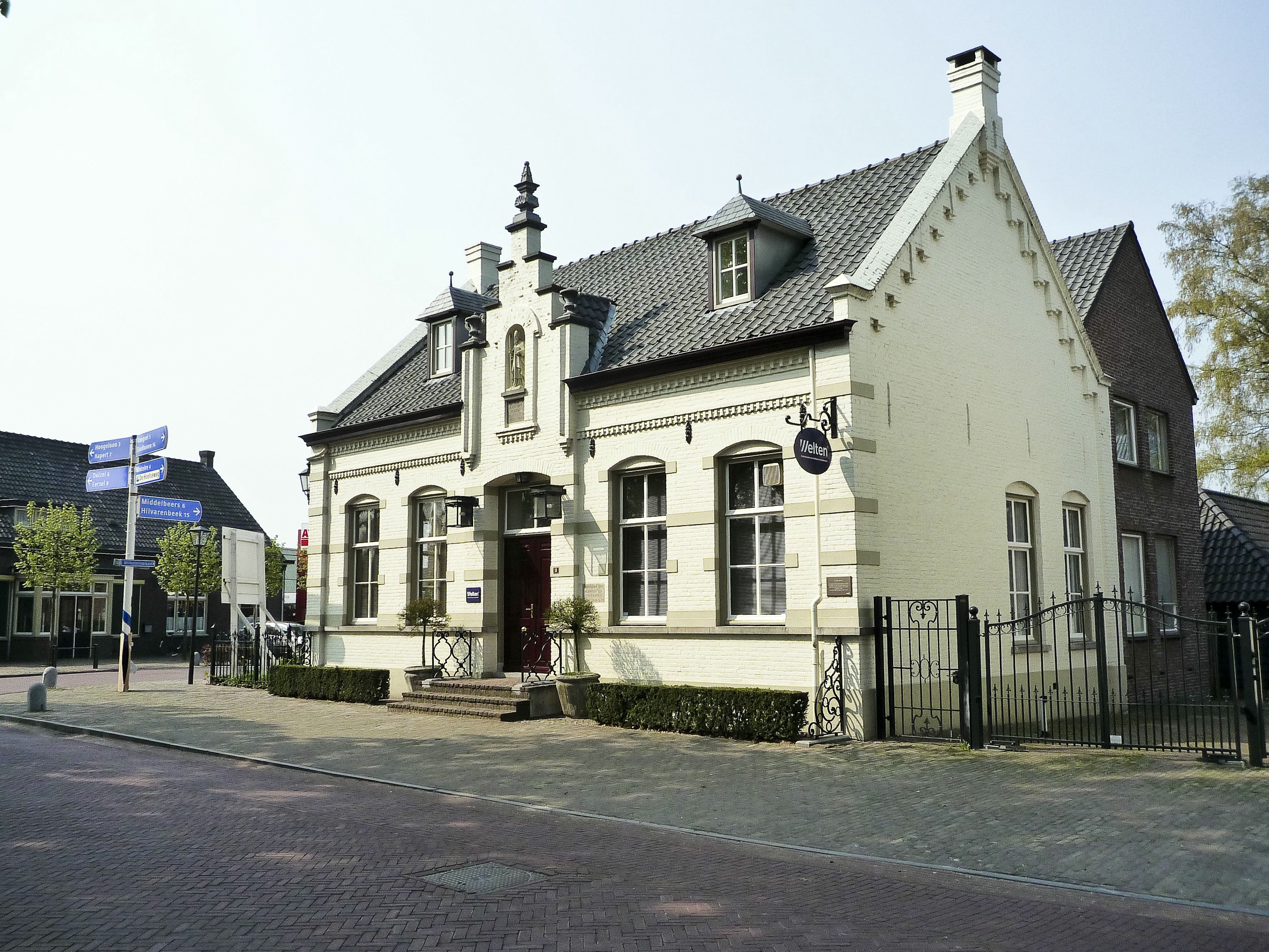
Het voormalige Raadhuis van Vessem, Wintelre en Knegsel
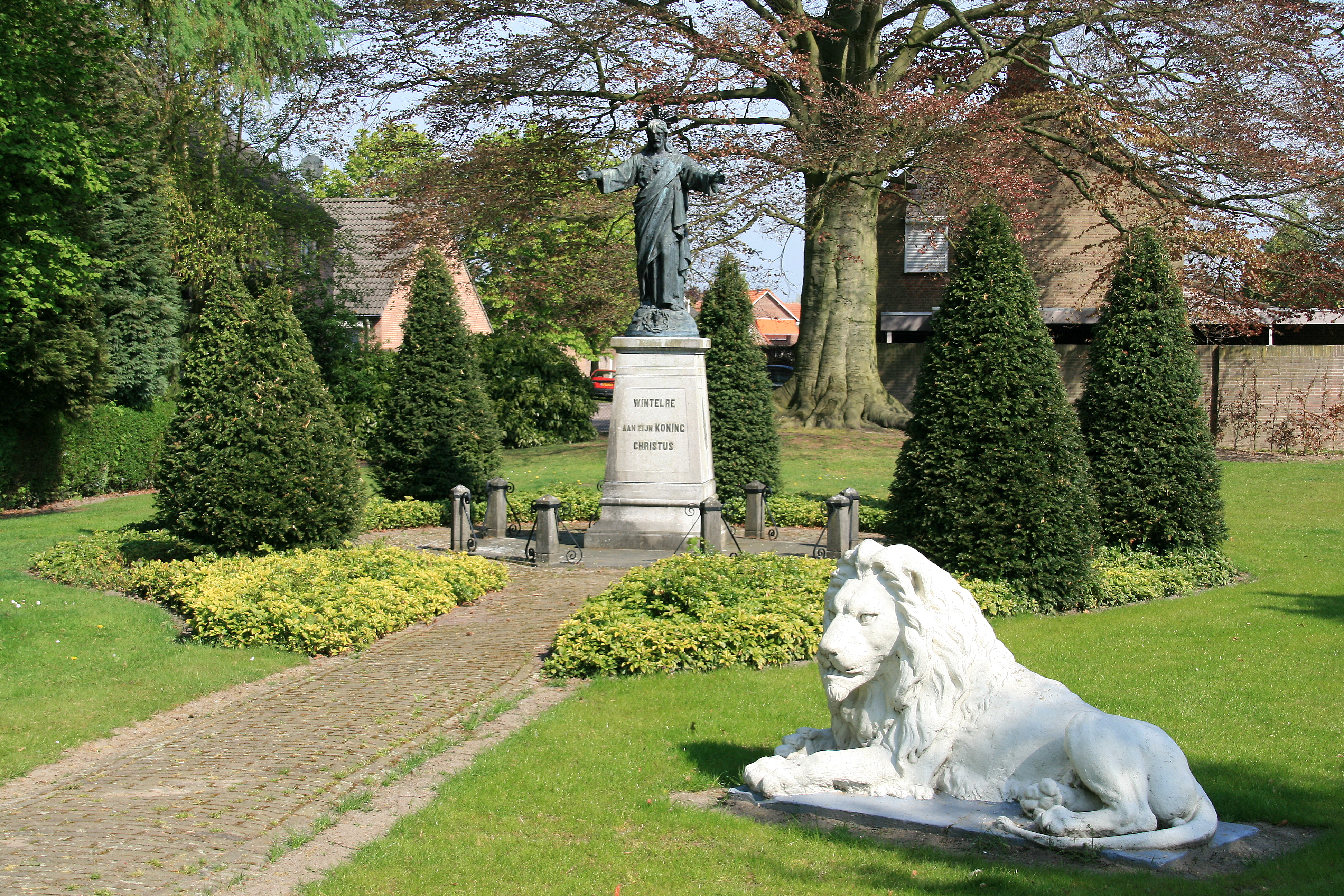
Het tot rijksmonument gekroonde Heilig Hartbeeld van Wintelre.
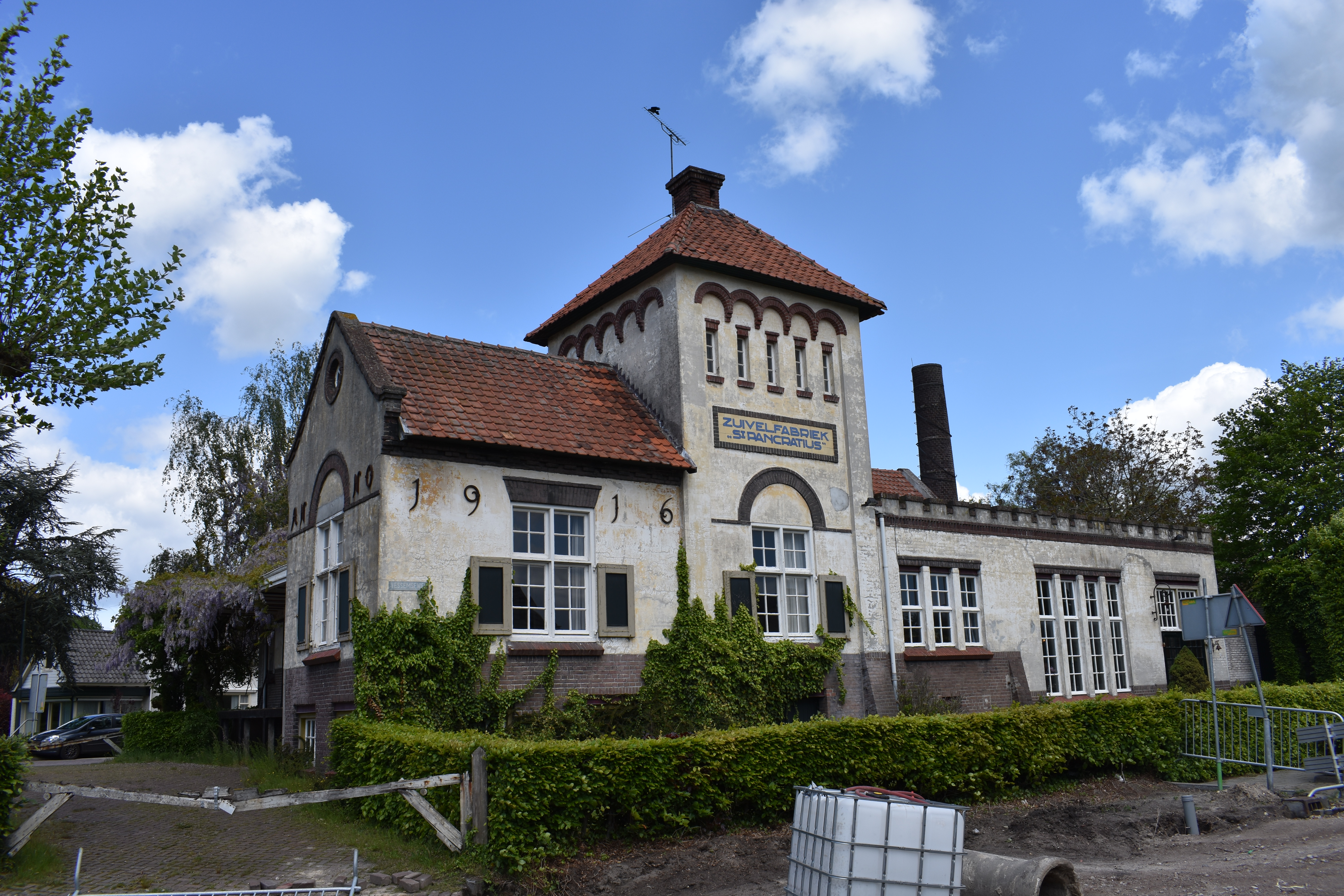
De zuivelfabriek 'Sint-Pancratius'  te Hoogeloon uit 1916.
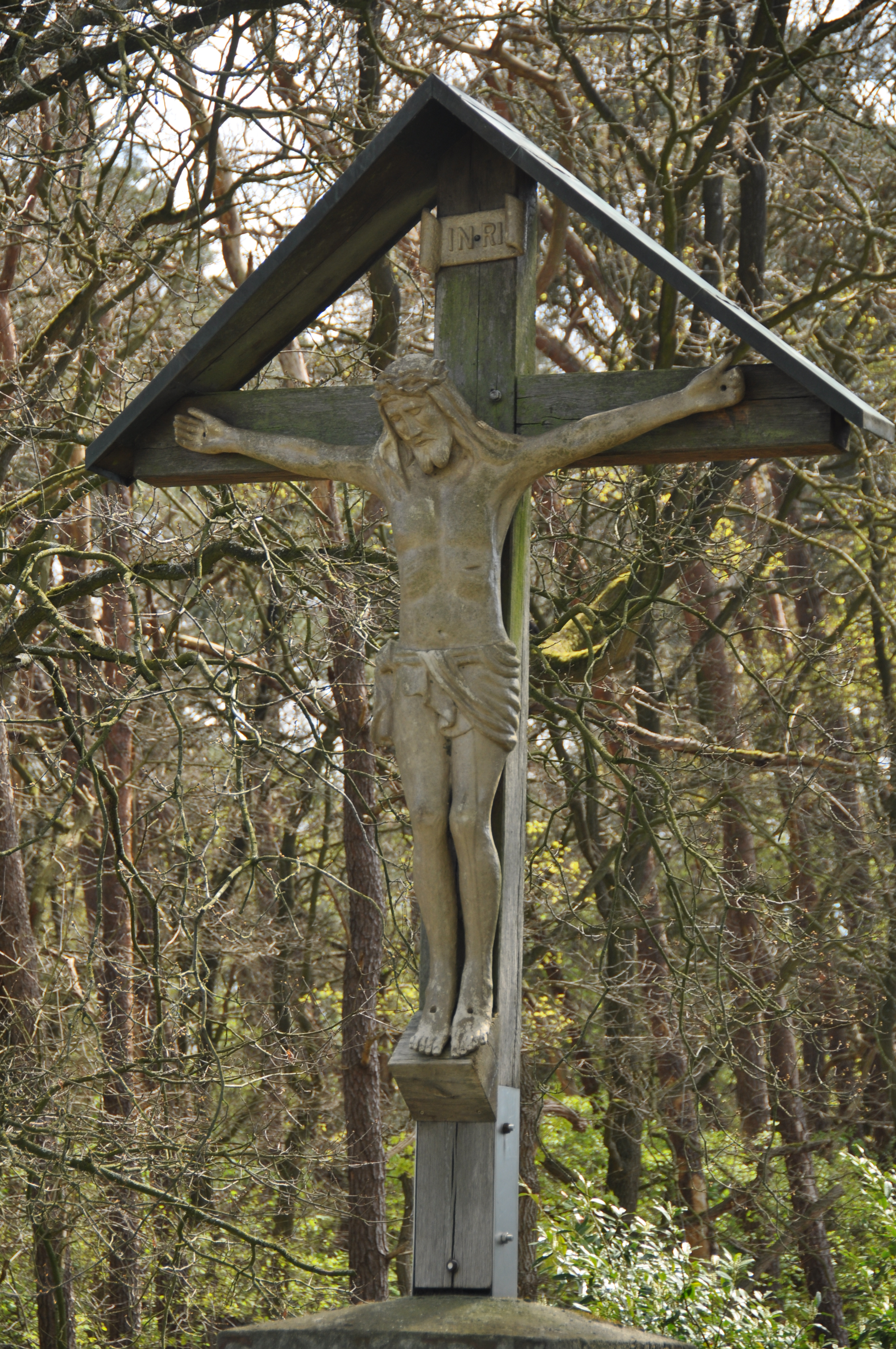
Wegkruis te Knegsel
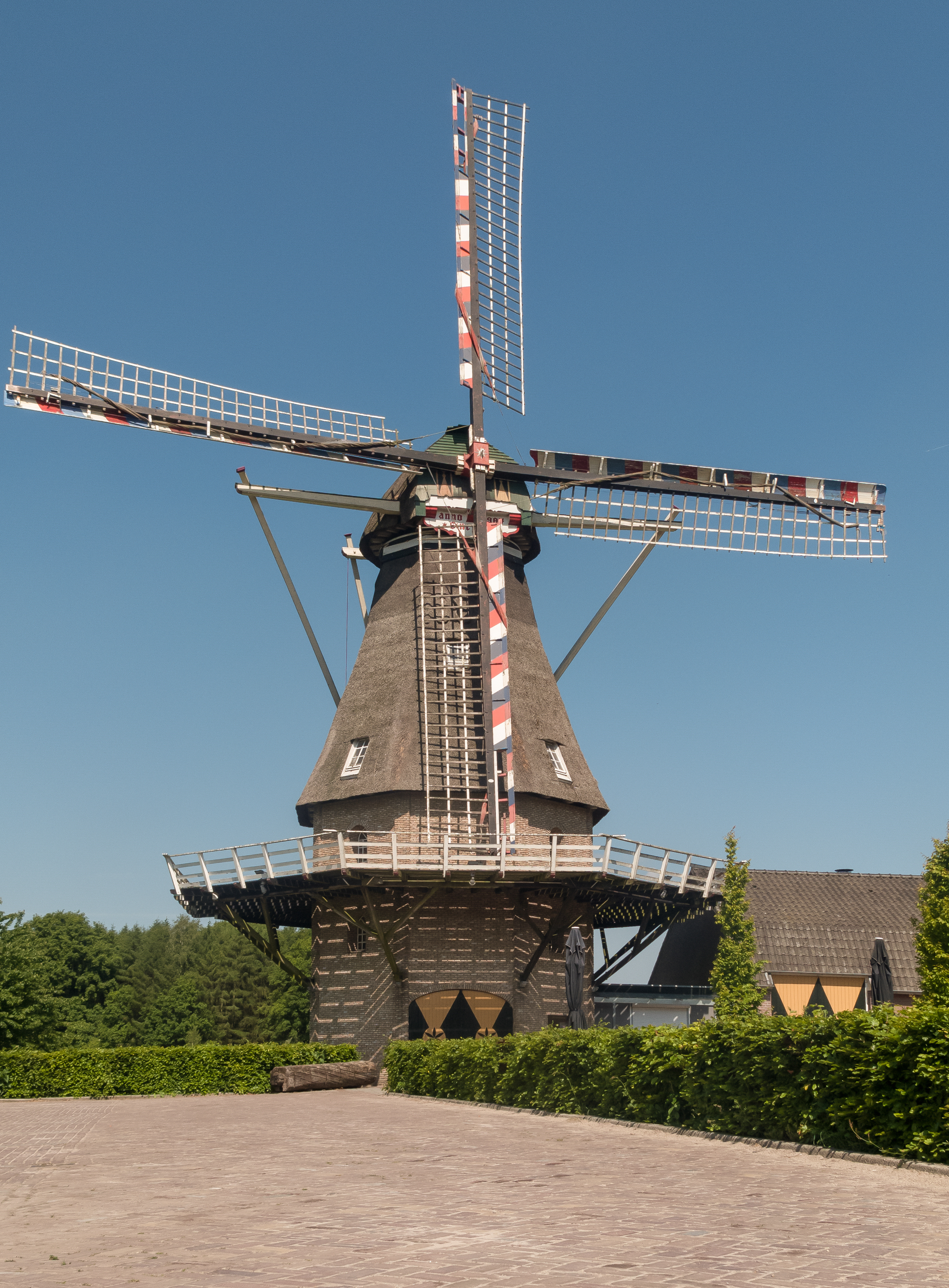
De korenmolen Sint Jan te Oerle
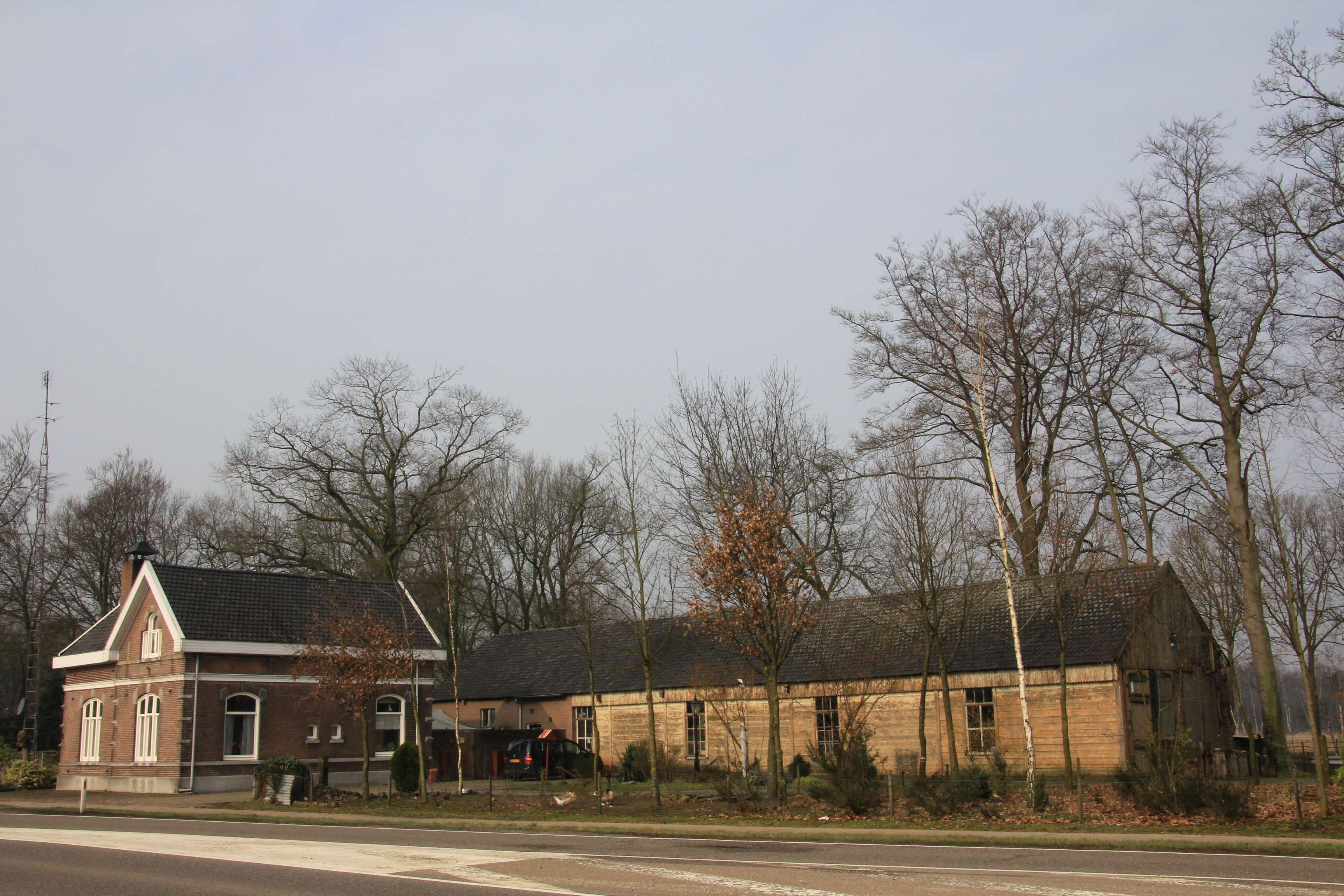
Voormalig tramstation en grenskantoor te Reusel
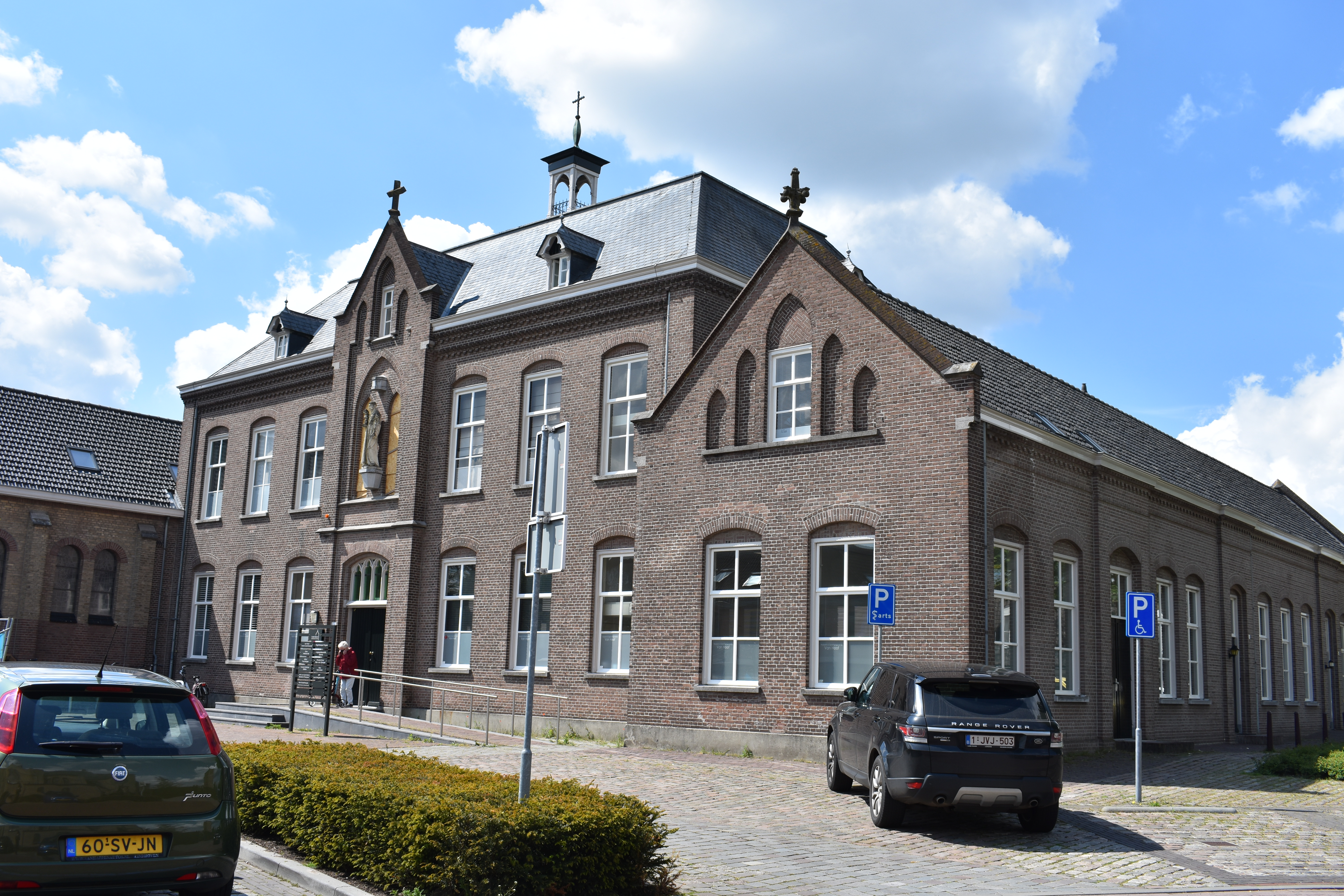
Klooster Huis van den Heiligen Antonius te Bladel.
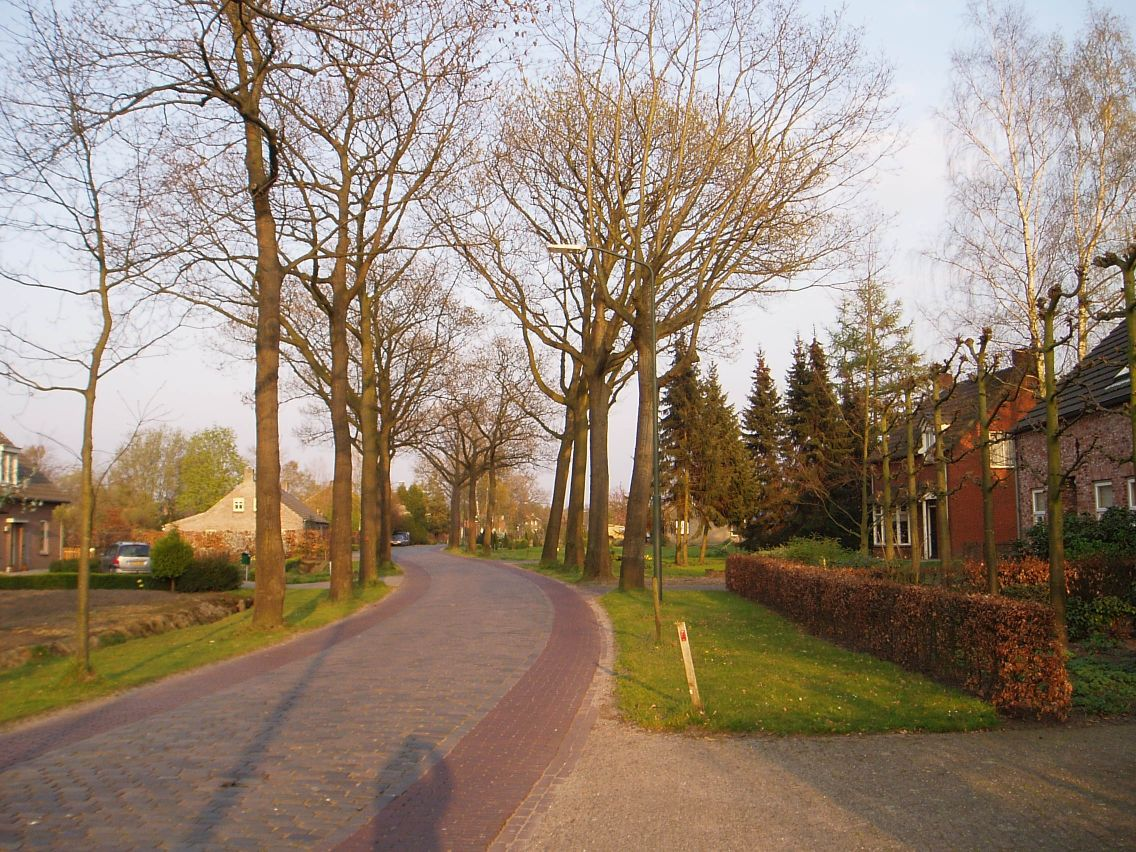
Vooreind te Hulsel, een kasseiweg in Omloop der Kempen
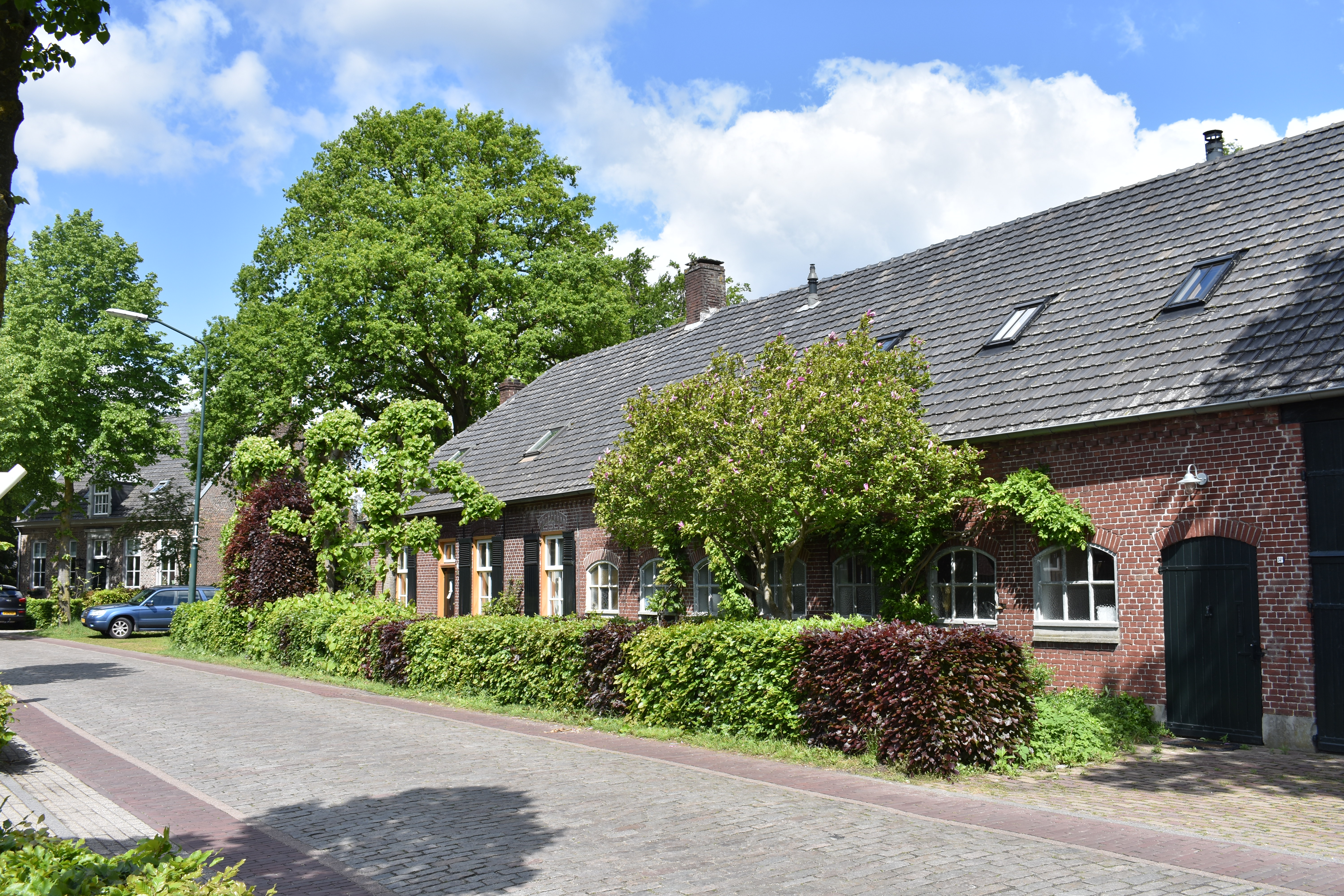
Kempense langgevelboerderij in Netersel
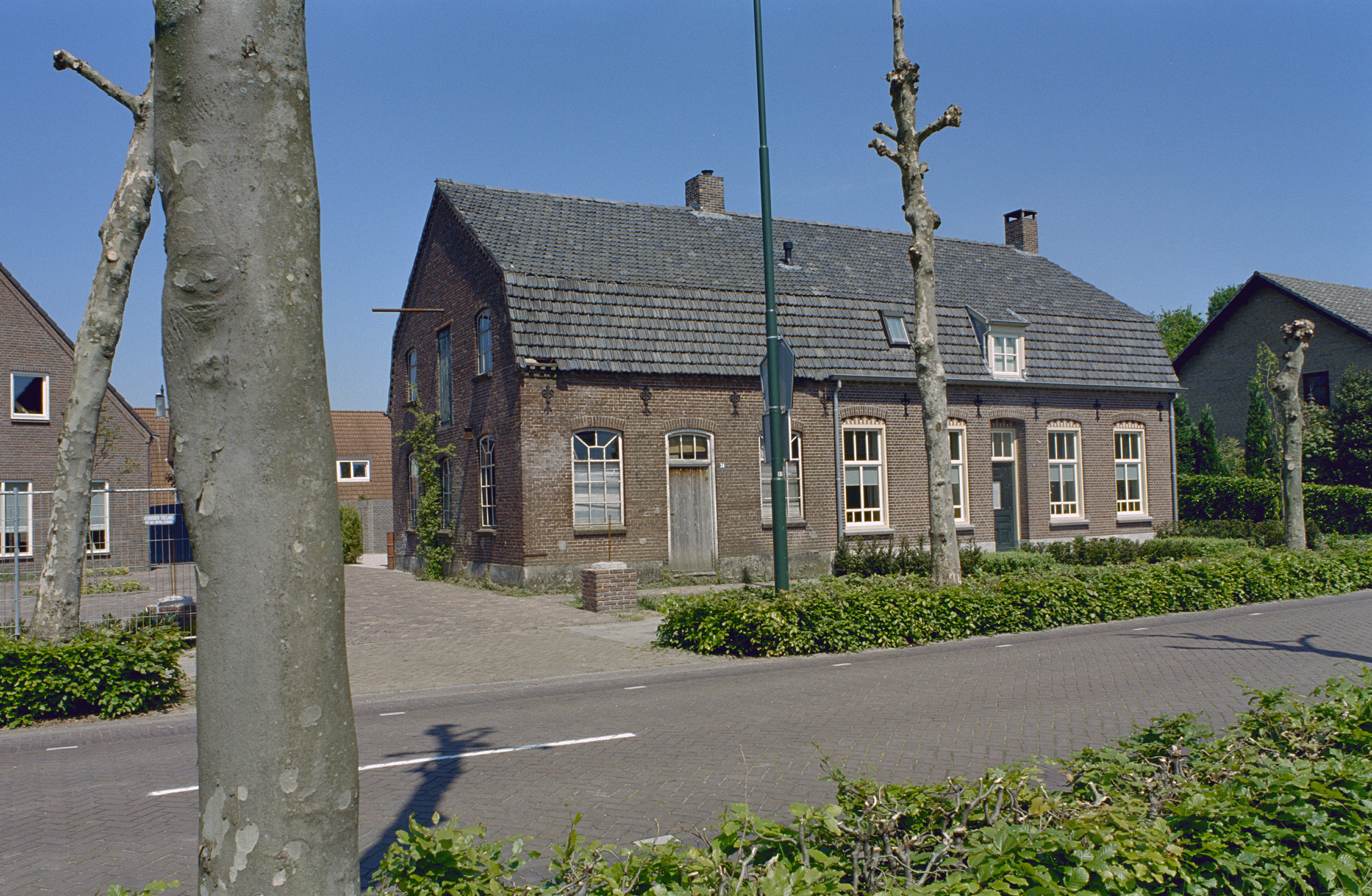
Voormalige smidse Hapert
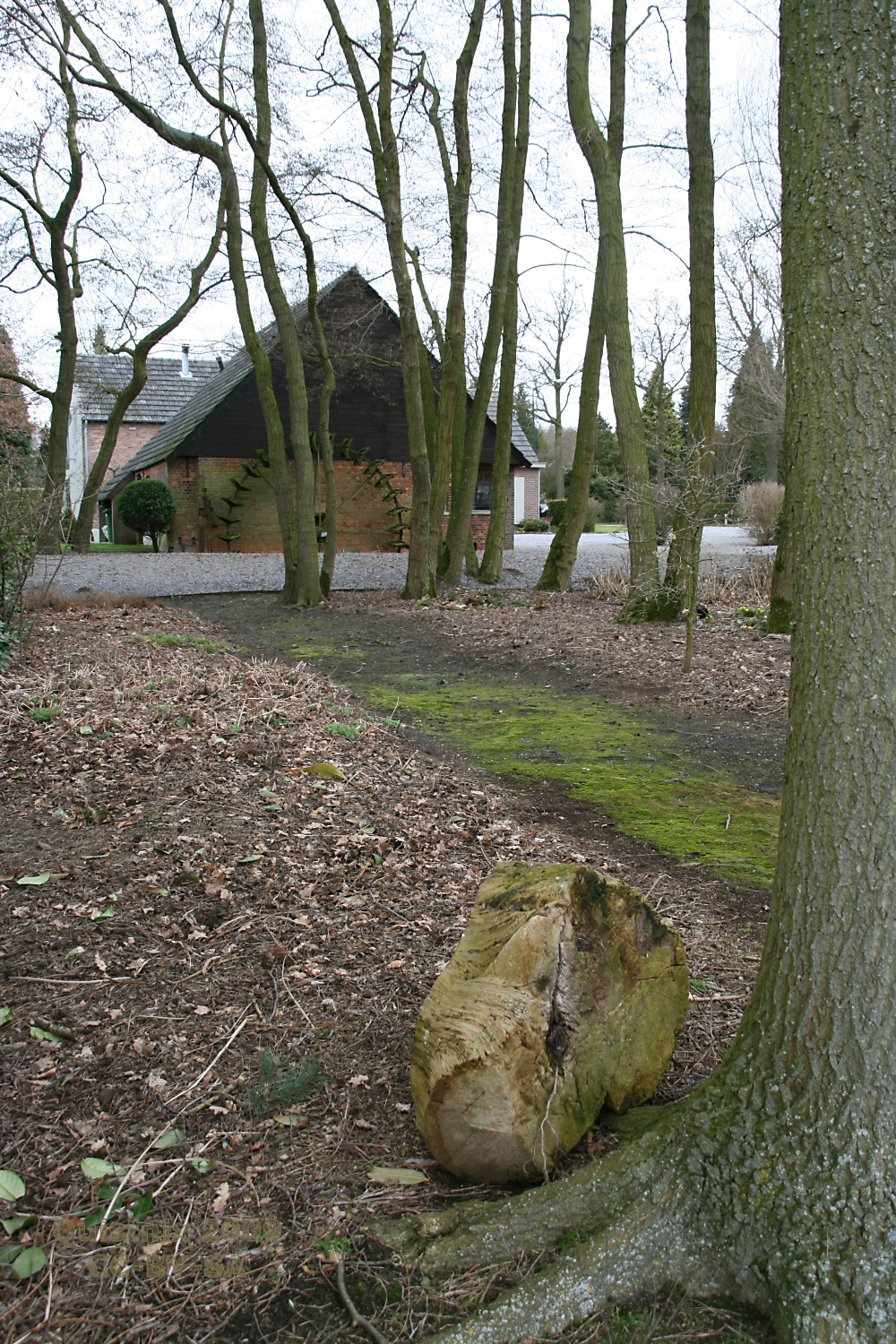
Stevertse Watermolen aan de Run, Steensel
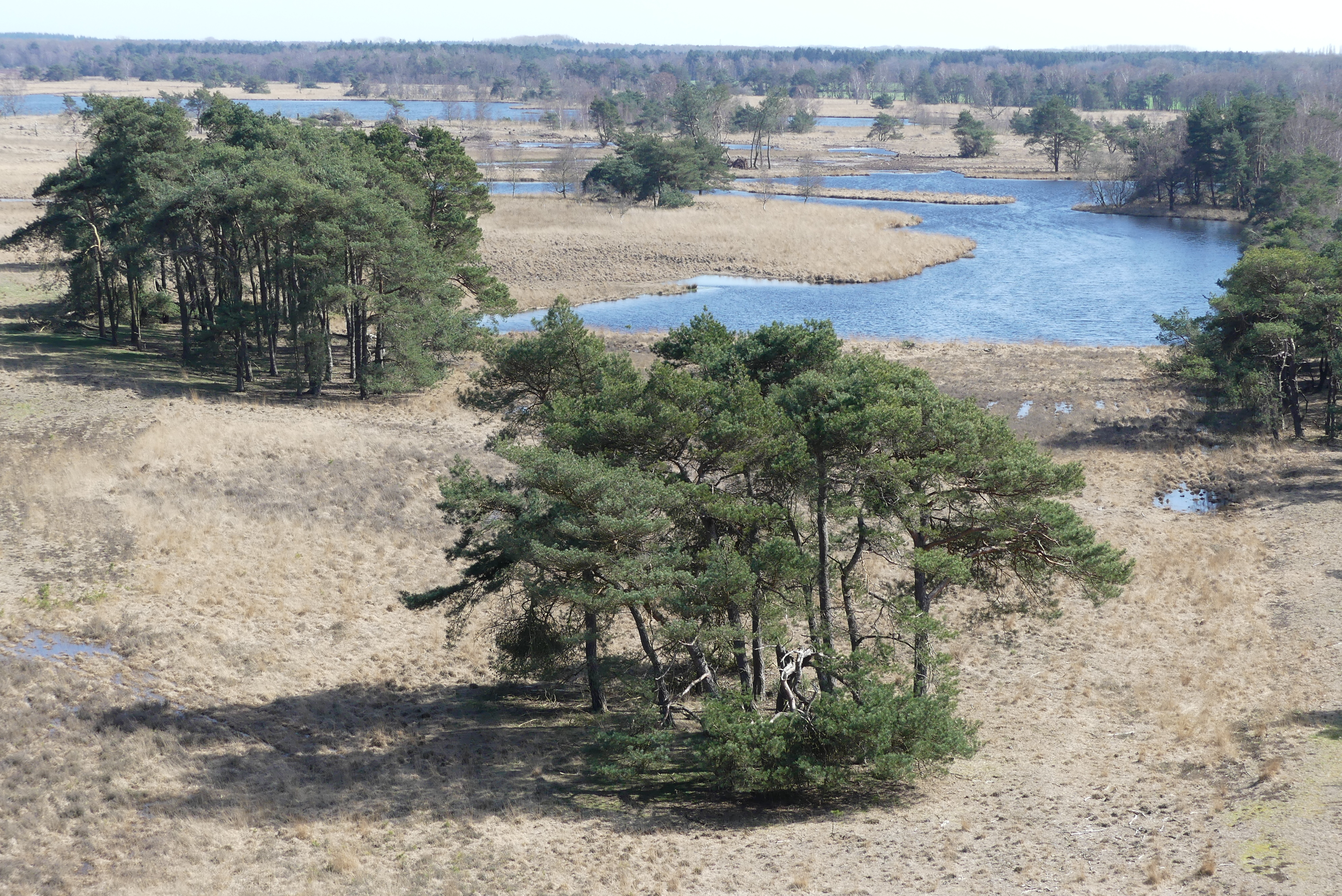
Mispeleindse- en Neterselse Heide.
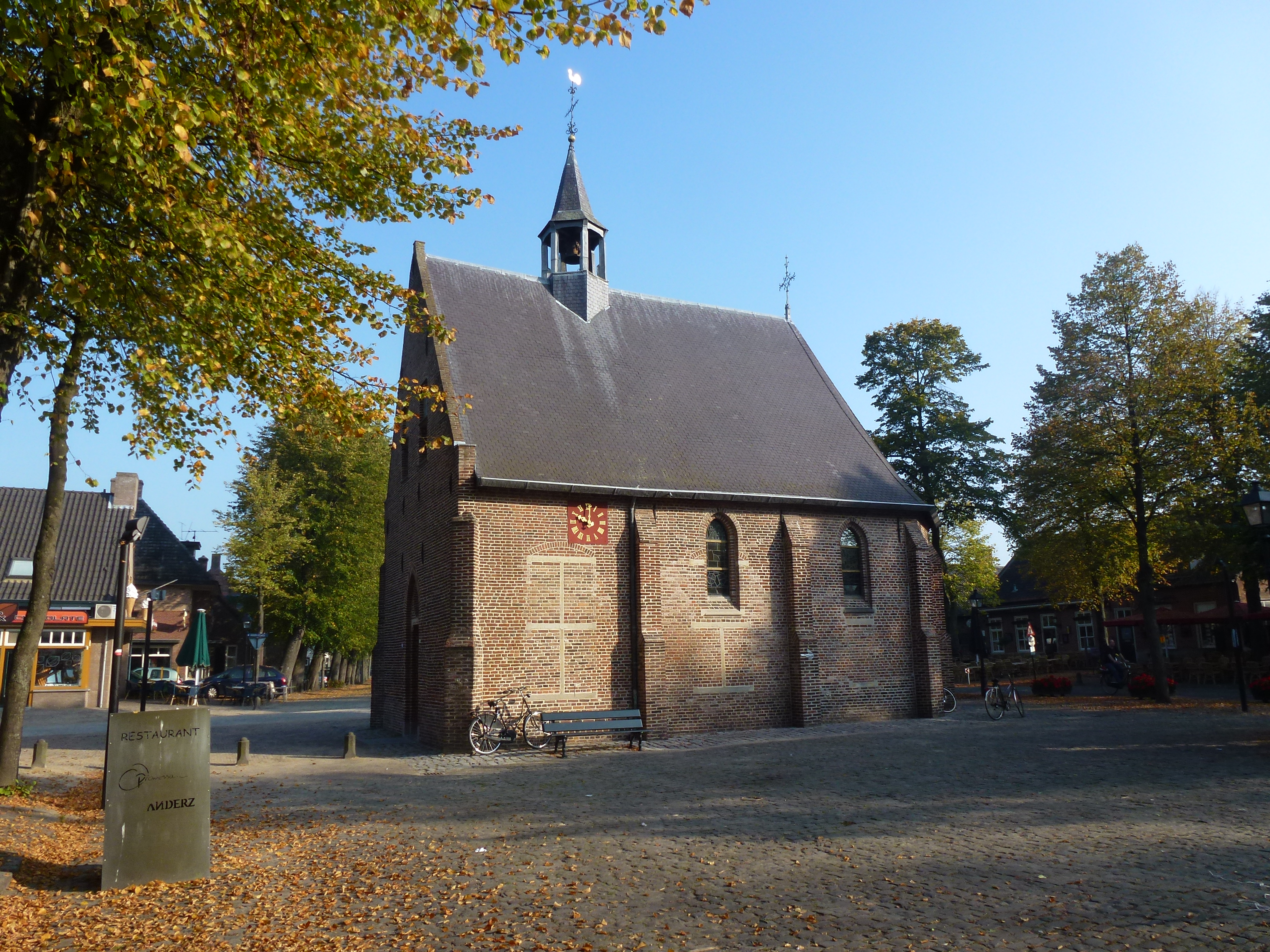
Kapel van O.L.V. van de Kempen, Eersel.
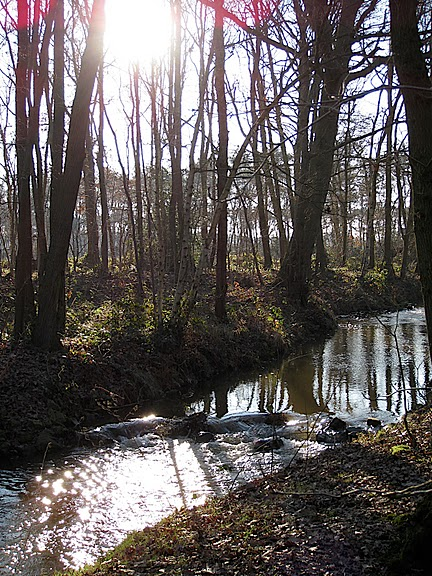
Groote Beerze bij de Aardbossen
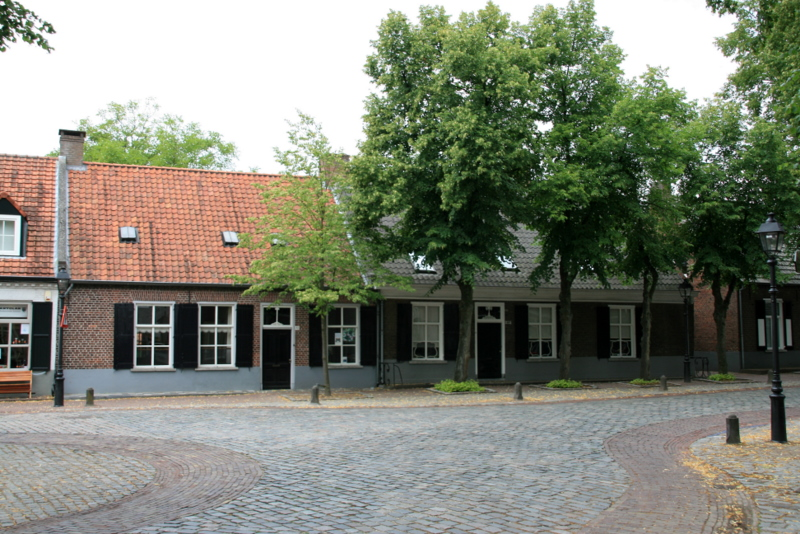
teutenhuizen in Eersel
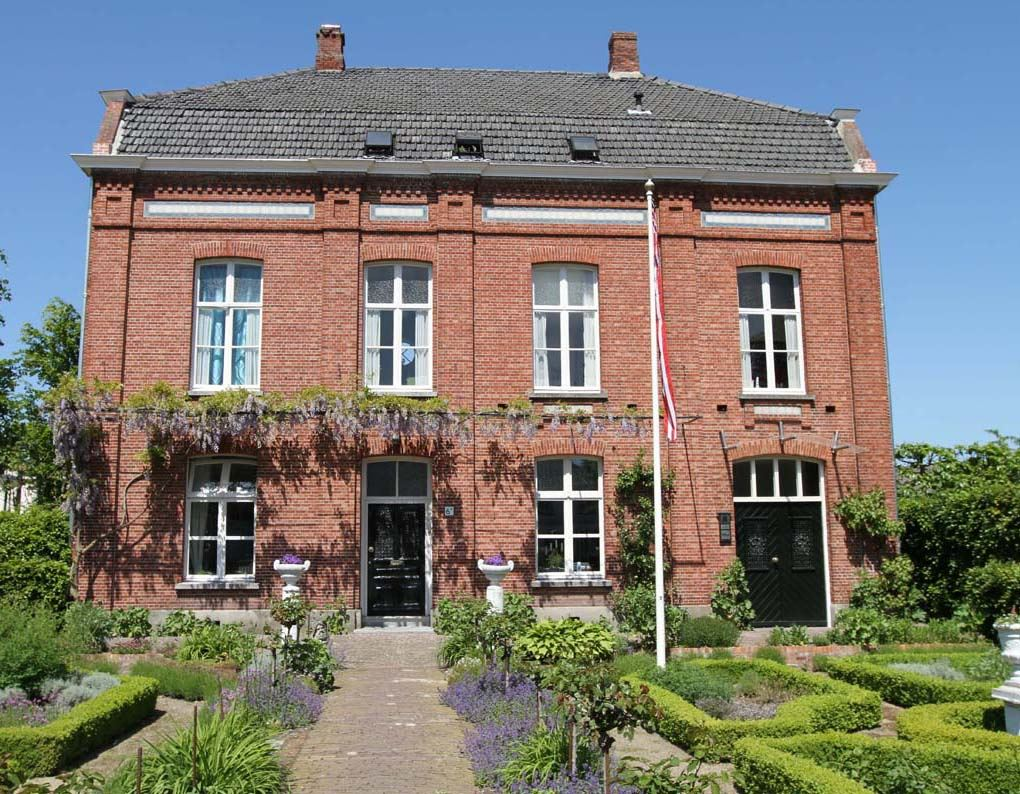
Gindrahuis, een 'spookhuis' in Bladel
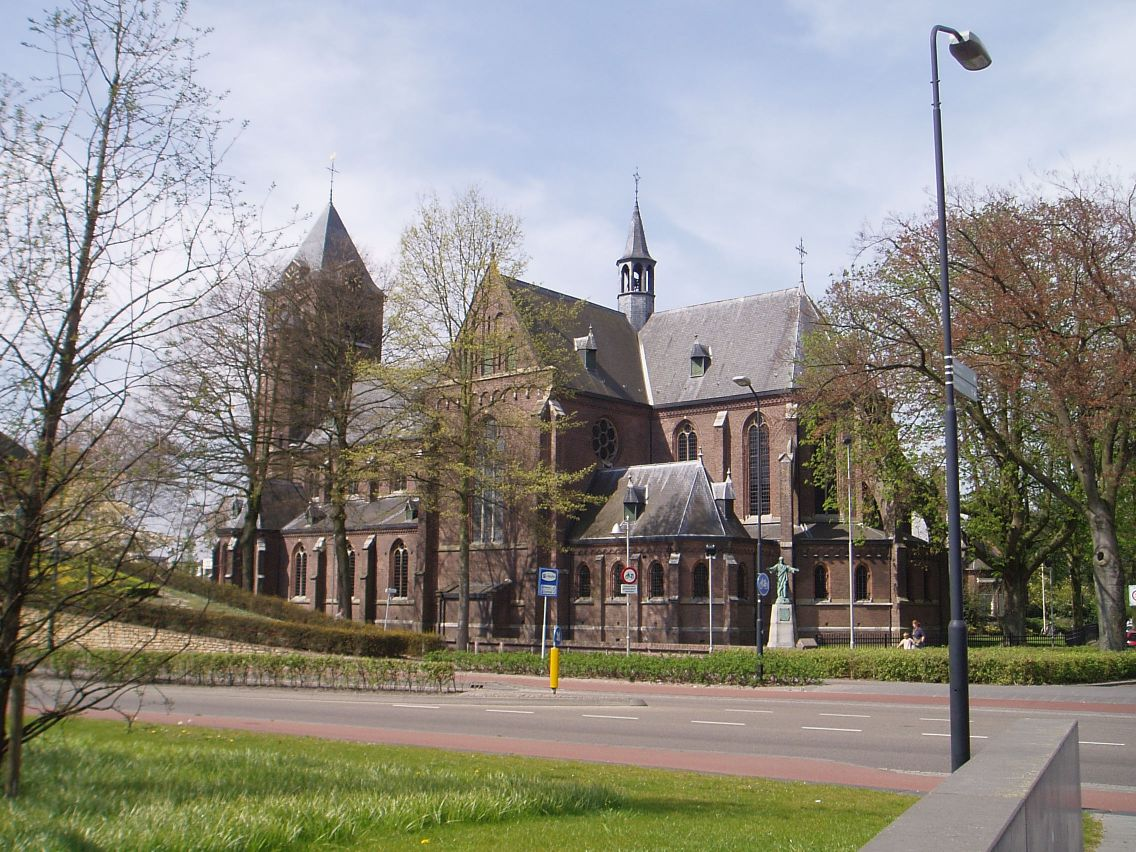
Onze-Lieve-Vrouw-Ten-Hemelopnemingkerk (Reusel)
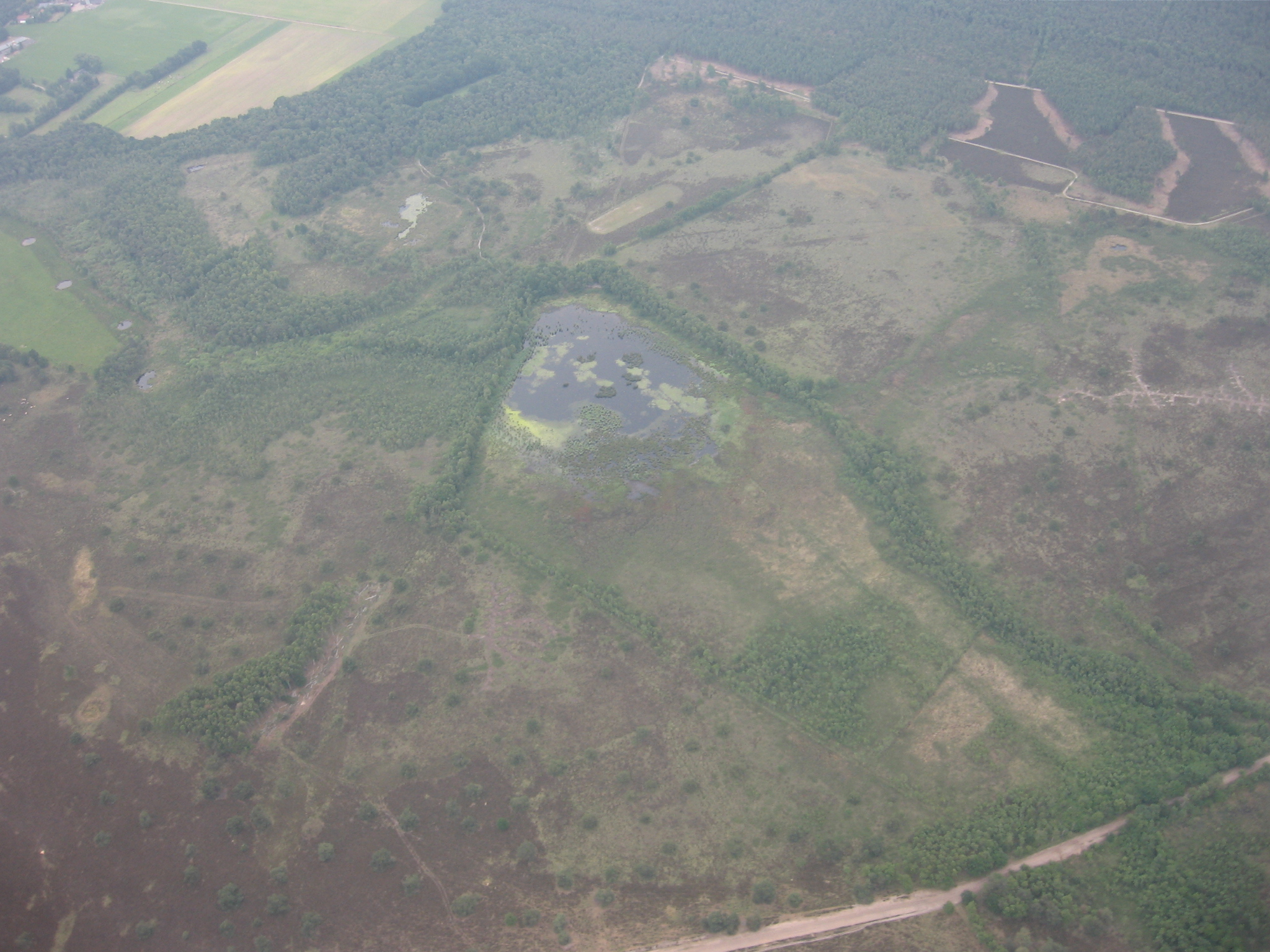
De  Hapertse- en Cartierheide, tussen Eersel, Hapert en de Belgische grens
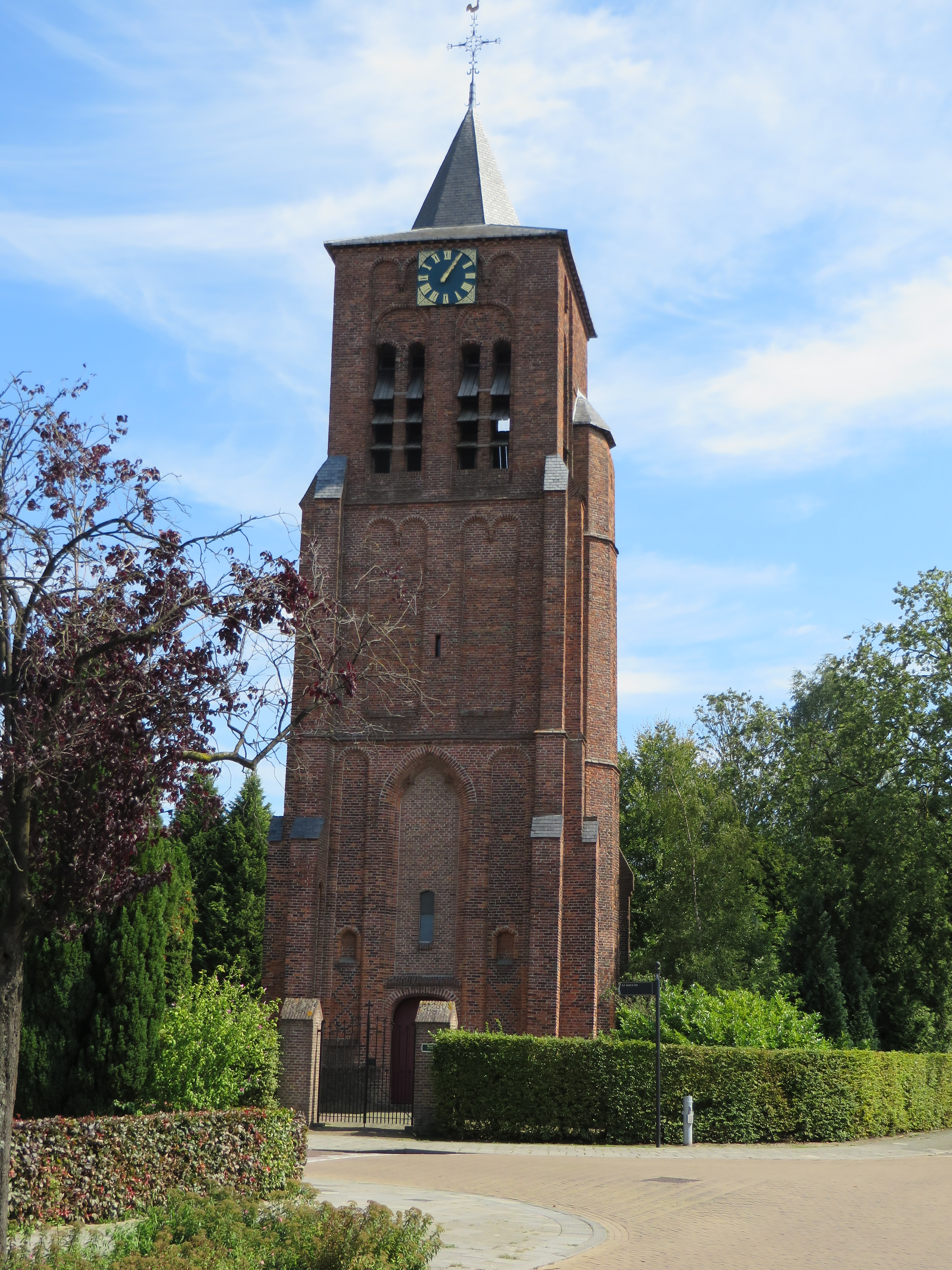
Duizelse toren, in Kempense gotiek
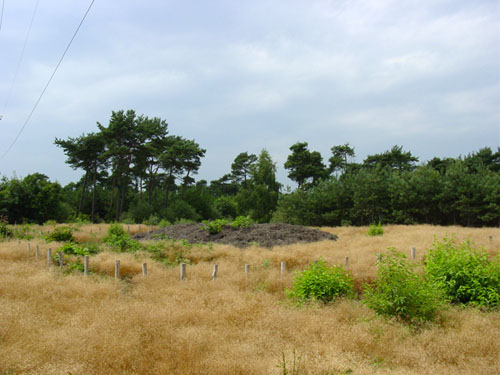
Grafheuvel Gendersteyn nabij Steensel
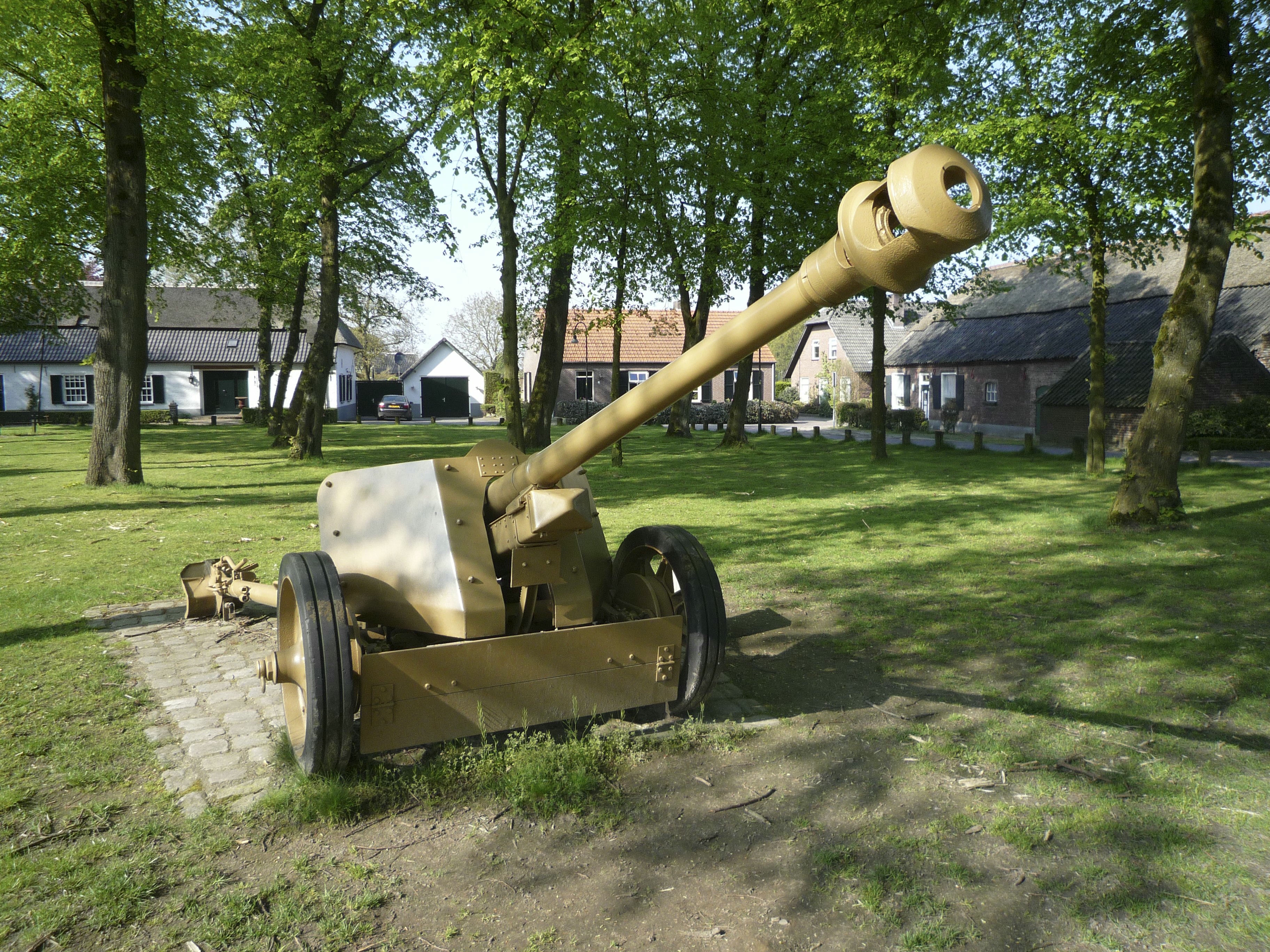
Duits antitankgeschut uit de Tweede wereldoorlog op het marktplein van Zandoerle
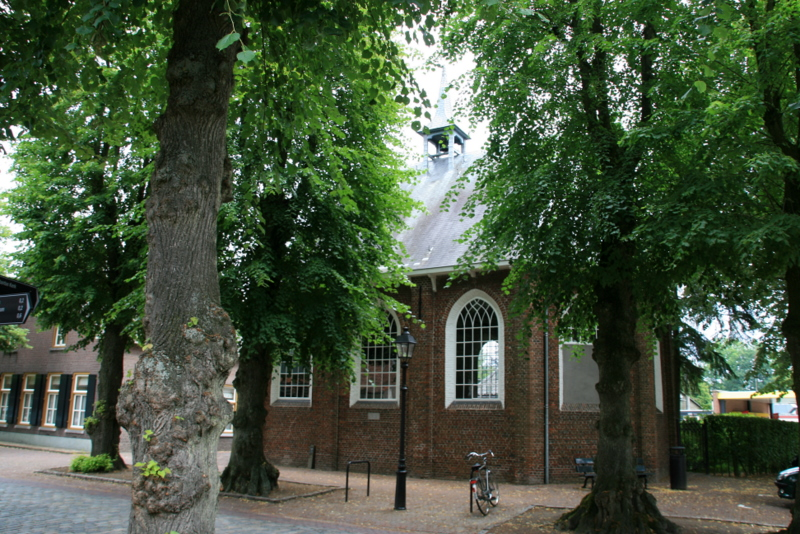
Protestantse kerkje van Eersel
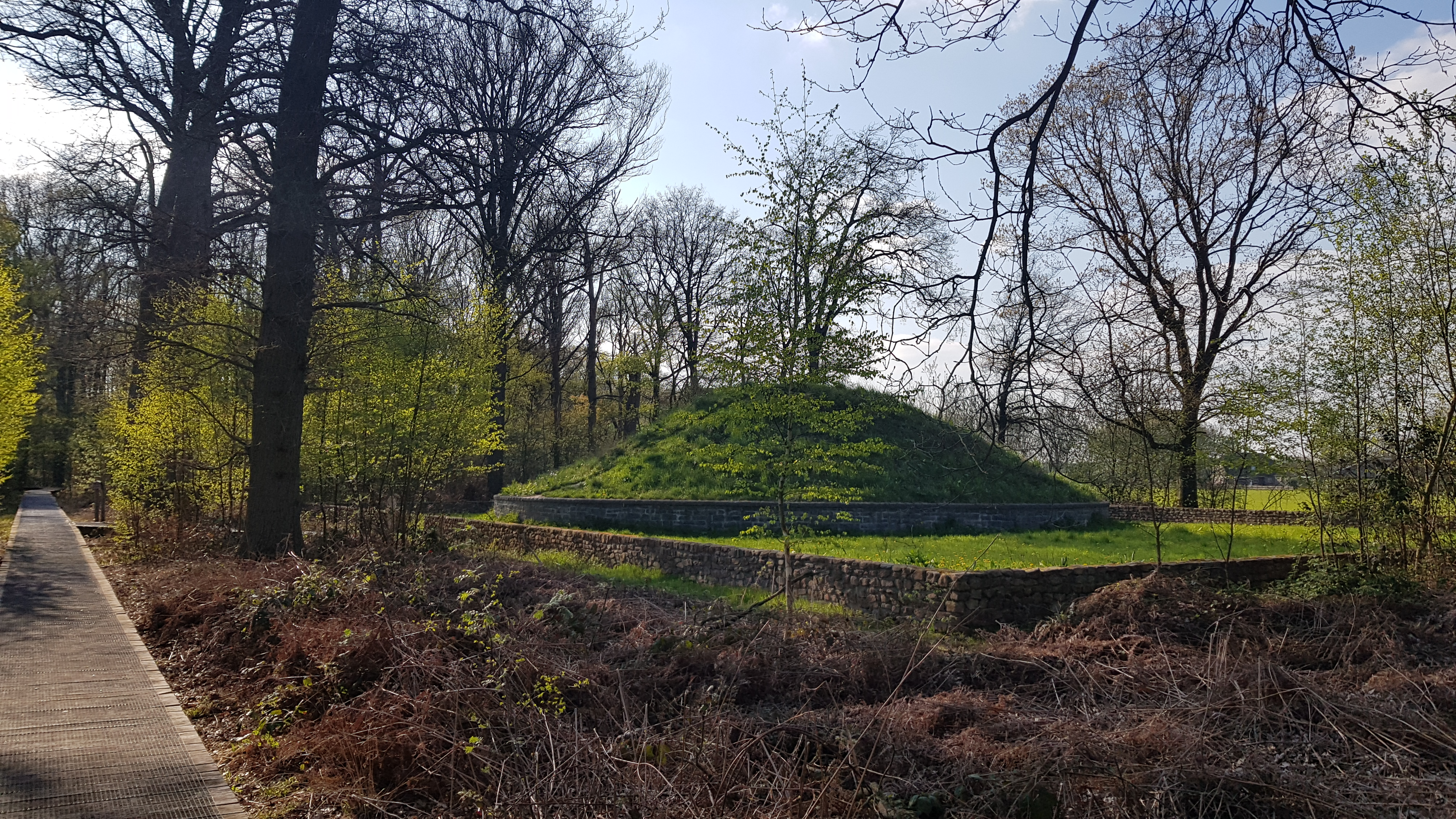
Kaboutersberg, gereconstrueerde Romeinse grafheuvel bij de Romeinse villa te Hoogeloon
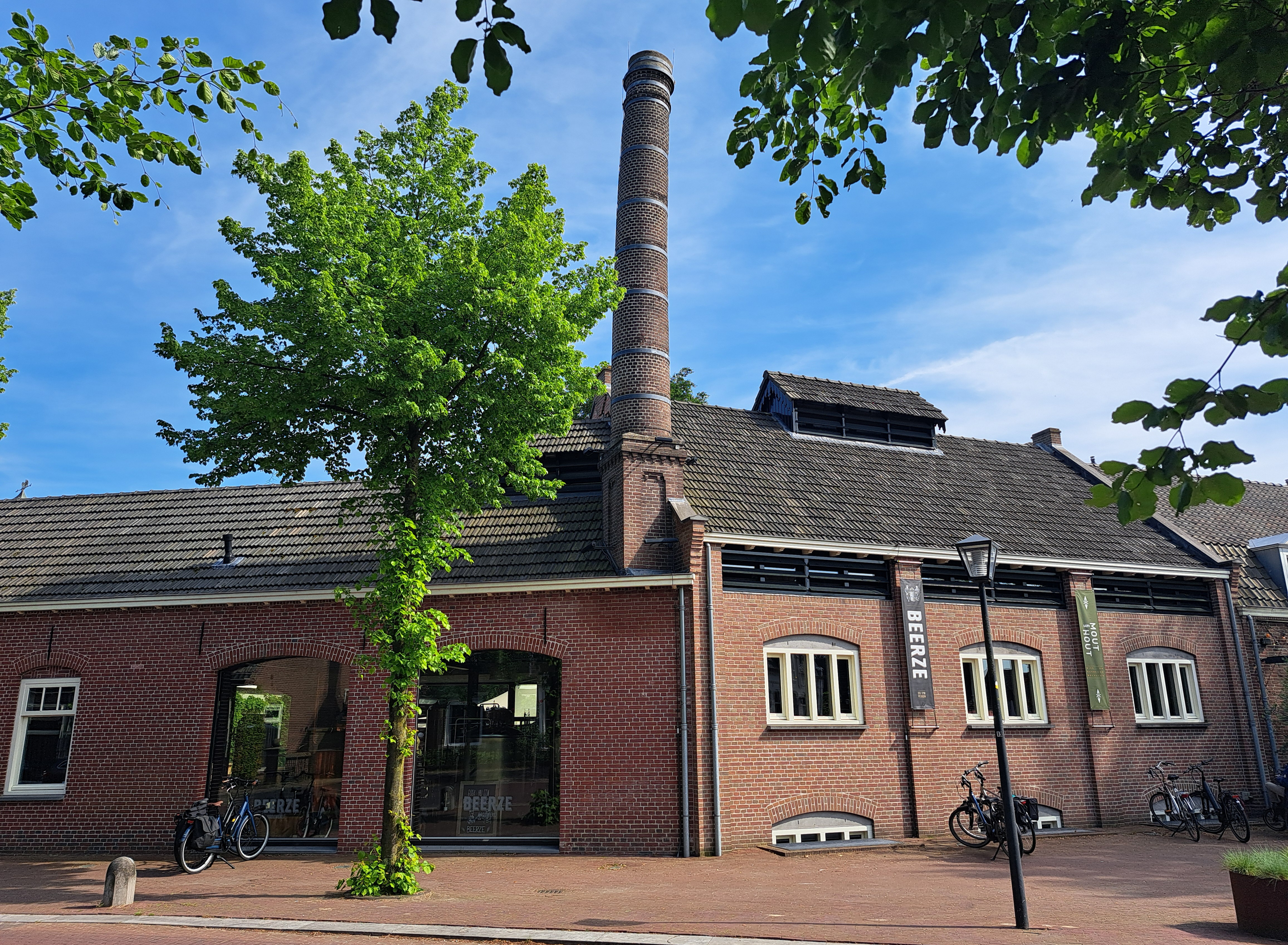
Bierbrouwerij op het dorpsplein van Vessem
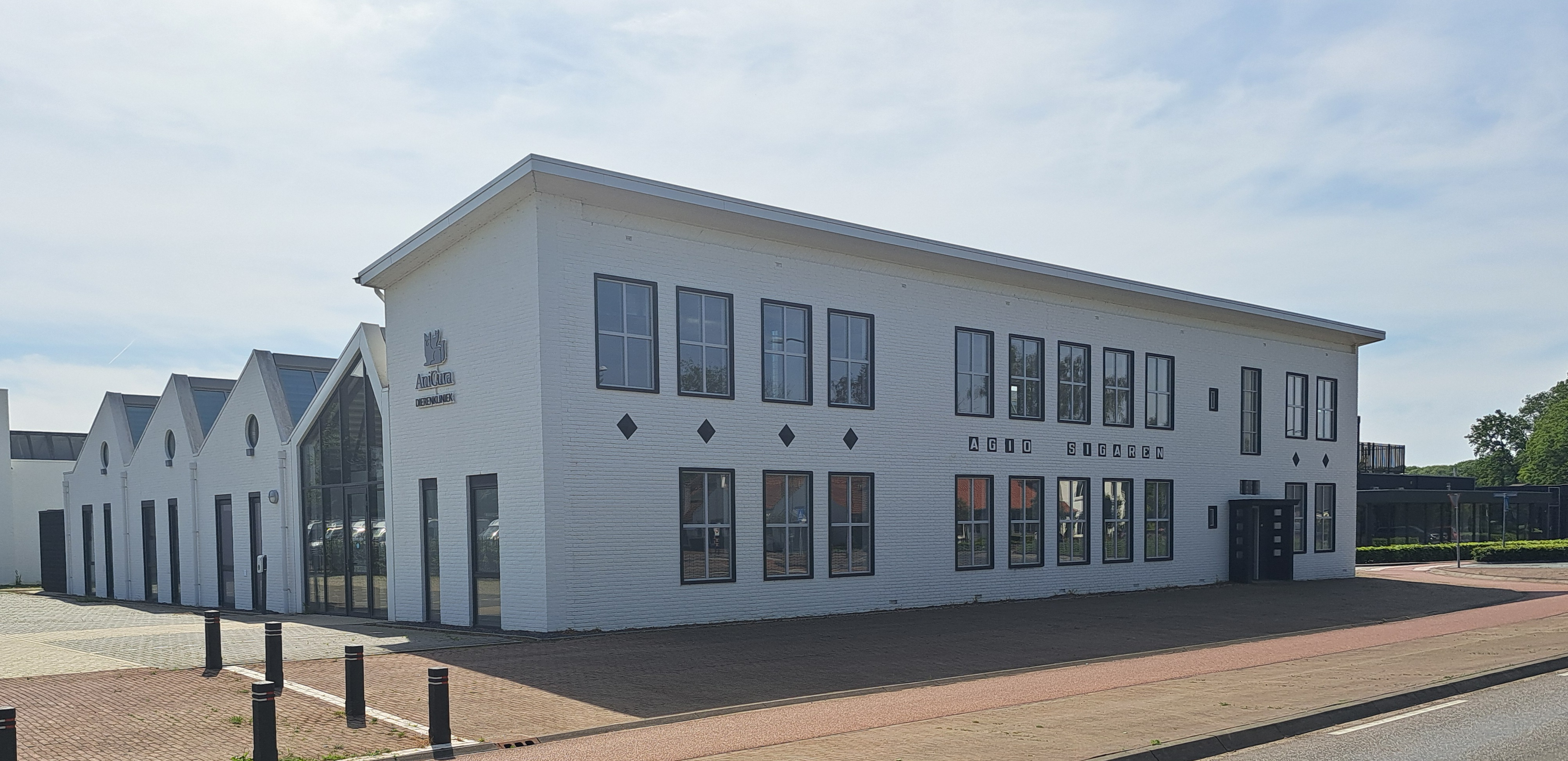
Het voormalige pand van de Agio-sigarenfabriek te Duizel
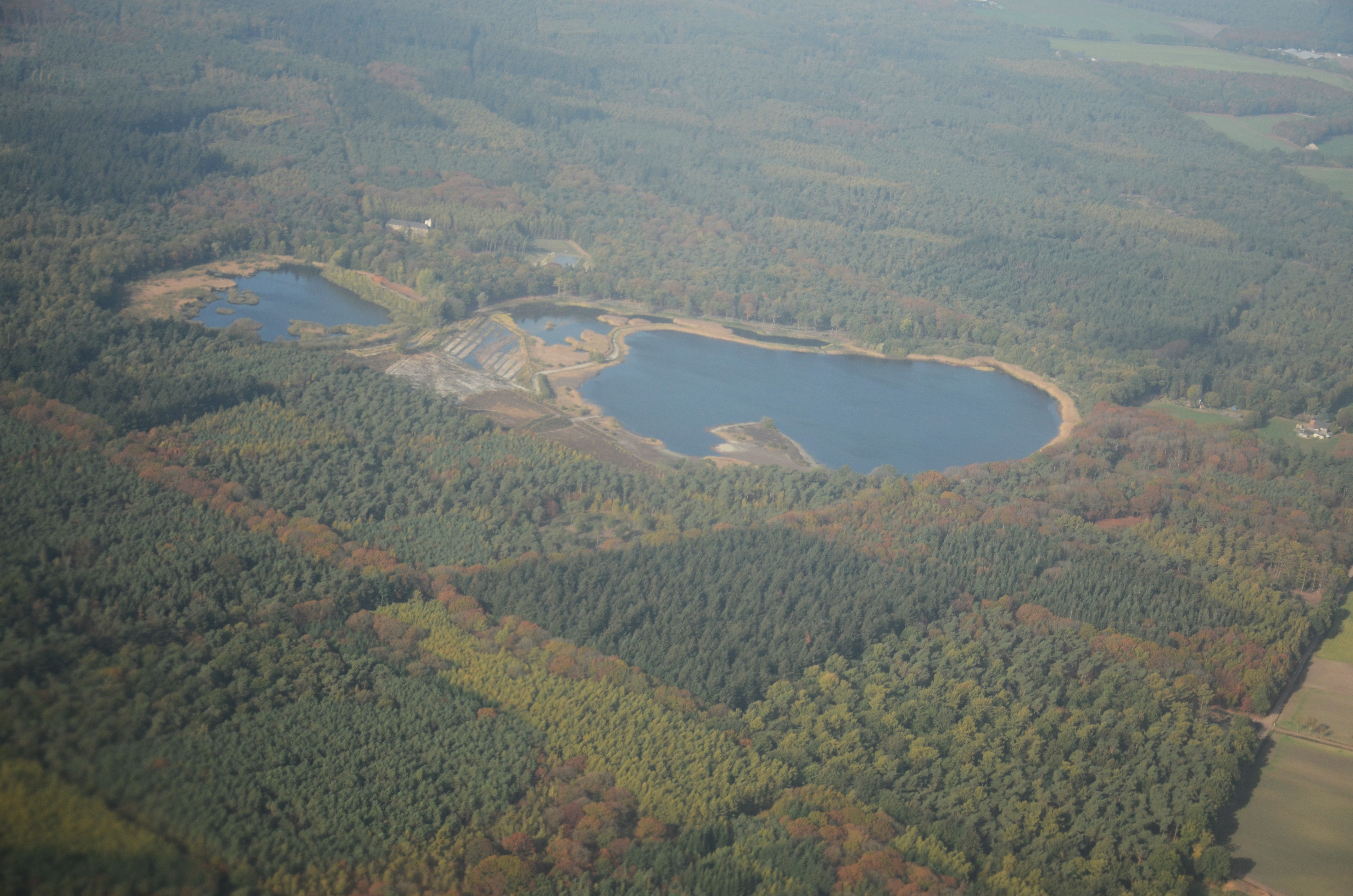
Groot- en Kleinmeer tussen Wintelre en Vessem